# NFL-Teambesitzer
Die NFL-Teambesitzer sind die bestimmenden Personen hinter der amerikanischen Profi-Football-Liga National Football League.
Die National Football League ist keine eingetragene Organisation im eigentlichen Sinne. Im Wesentlichen besteht die Organisation aus der „Versammlung“ der Eigner der 32 Teams sowie dem Commissioner der NFL. Diese beschließen alle wesentlichen Rahmenbedingungen (Regeln, Abkommen) der Liga und auch über die Übernahme von Franchises oder Anteilen an diesen.
Um dieses Konstrukt aufrechtzuerhalten, wurden zwischen den Teameignern bestimmte Regelungen vereinbart. Die Grundlage für die heute geltenden Regeln wurden im Rahmen der Fusion der AFL und NFL gelegt und galten ab dem 1. Februar 1970. Sie wurden zwischenzeitlich mehrfach geändert und angepasst.
Ursprünglich waren die Teams meist im Besitz einer einzigen Person oder einer Gruppe von Investoren. Mit der Gründung der AFL 1959 wurde sogar der Versuch eines börsengehandelten Franchises unternommen. Die Erfahrung zeigte, dass insbesondere bei fehlenden Mehrheitsverhältnissen es zu Konflikten kam, die den Ligabetrieb und einzelne Mannschaften beeinflussen konnten.
Deshalb war ab 1970 die Vorgabe, dass der Teameigner mindestens 51 % der Anteile besitzen muss. 1985 wurde diese Grenze auf 30 % abgesenkt und eine Limited Partnership auf maximal 15 Personen begrenzt. Aber auch diese Regelung erwies sich insbesondere in Erb- und Nachlassauseinandersetzungen als hinderlich. Zum einen verhinderte sie, dass bereits zu Lebzeiten entsprechende Nachlassregelungen umgesetzt werden konnte und andererseits entstanden bei Erbfällen hohe Erbschaftssteuern.
1996 wurde festgelegt, dass maximal 25 Personen direkt oder indirekt Anteile an einem Franchise besitzen dürfen, gleichzeitig wurde festgelegt, dass diese 30 % für ein „Familienunternehmen“ gelten.
2004 wurde vereinbart, dass bei Franchises die mehr als 10 Jahre im Besitz einer Familie sind, der „General Partner“ 20 % besitzen muss und weitere 10 % von seiner Familie kontrolliert werden müssen. 2009 wurde diese Anforderung, auch in Anbetracht zu erwartender Erbschaften, nochmals geändert. So mussten nunmehr 10 % im Eigentum des General Partners sein und 20 % im Familienbesitz. Die 10-Jahres-Regel gilt jedoch weiter. Ab 2015 musste der General Manager nur noch 5 % und seit 2022 nur noch 1 % des Teams besitzen. Im Herbst 2020 wurde festgelegt, dass Teams die keine entsprechenden Eigentumsverhältnisse besitzen und die keine Eigner haben, der die letztendliche Entscheidungsbefugnis besitzt, eine Strafe von bis zu 10 Millionen Dollar erhalten können. Einzelpersonen können mit bis zu 2 Millionen Dollar geahndet werden.
Am 27. August 2024 beschlossen die Eigentümer eine Änderung der Besitzregeln zu Gunsten von Beteiligungsunternehmen. Solche Unternehmen dürfen einen Anteil von drei bis zehn Prozent erwerben und müssen diesen mindestens sechs Jahre halten. Entsprechende Unternehmen müssen mindestens 2 Milliarden Dollar verfügbares Kapital besitzen und maximal 20 % des Kapitals des Unternehmens darf in eine Franchise investiert werden. Entsprechende Unternehmen dürfen sich an maximal sechs Teams beteiligen. Die Beteiligung ist von einer 3/4-Mehrheit der Teambesitzer zu befürworten. Die Teambesitzer legen fest, welche Finanzunternehmen grundsätzlich für eine Beteiligung in Betracht kommen.
Für die Green Bay Packers als einzige Mannschaft mit ausschließlichem Streubesitz und der Regelung, dass ein Aktionär nicht mehr als rund 4 % des Franchises besitzen darf, gilt eine Bestandsschutz-Regel.
Weiterhin dürfen Eigentümer nicht an mehreren Teams beteiligt sein. Seit 2018 ist es möglich, dass Teambesitzer auch Franchises anderer professioneller Sportsligen in der Stadt einer konkurrierenden NFL-Mannschaft besitzen dürfen. So wurde noch 2010 Stan Kroehnke beauflagt, für den Erwerb der Rams seine Anteile an einer Basketball-Mannschaft und einer Eishockey-Mannschaft an seinen Sohn abzutreten.
Nicht gewinnorientierten Organisationen oder Unternehmen ist der Besitz eines Franchises verboten. Eine Ausnahmeregelung besteht für die Houston Texans, hier hält der Harris County 5 % der Anteile, da das Stadion mit Unterstützung des County errichtet wurde.
Die Qualifikation zum Erwerb eines Anteils an einem Team wird durch die anderen Teambesitzer geprüft. Eine entsprechende Prüfung erfolgt nicht beim Vererben der Eigentumsrechte. Seit 2014 muss jedoch angegeben werden, welche Person als Nachfolger des Haupteigentümers gilt.

## Arizona Cardinals
| Chicago Cardinals/St. Louis Cardinals Phoenix Cardinals/Arizona Cardinals | Chicago Cardinals/St. Louis Cardinals Phoenix Cardinals/Arizona Cardinals |
| ------------------------------------------------------------------------- | ------------------------------------------------------------------------- |
| 1920–1929                                                                 | Chris O’Brien                                                             |
| 1929–1932                                                                 | David J. Jones                                                            |
| 1932–1947                                                                 | Charles Bidwill                                                           |
| 1947–1962                                                                 | Violet Bidwill-Wolfner                                                    |
| 1962–1972                                                                 | Charles „Stormy“ Bidwill und Bill Bidwill                                 |
| 1972–2019                                                                 | Bill Bidwill                                                              |
| 2019–                                                                     | Bidwills Erben (Michael Bidwill)                                          |

Der Klempner und Anstreicher Chris O’Brien gründete 1899 in Chicago South Side eine Football-Mannschaft, die unter dem Namen Morgan Athletic Club antrat. Als Vertreter des später als Racine Cardinals bezeichneten Teams, nahm er am 17. September 1920 an der Gründung der American Professional Football Association, Vorgängergesellschaft der NFL teil.
Am 27. Juli 1929 verkaufte Chris O’Brien das Team an den Arzt David J. Jones für 12.000 Dollar. Dem Football-Enthusiast gelang es nicht, die Mannschaft gewinnbringend zu betreiben, so dass er sie schließlich 1932 an den Mitbesitzer der Chicago Bears Charles W. Bidwill verkaufte.
Der Jurist und Unternehmer Bidwill, bezahlte 50.000 Dollar für das Team. Die Änderung der Besitzverhältnisse wurde erst 1933 bekanntgegeben, da Bidwill vorher seine Anteile an den Bears veräußern musste. Nach seinem Tod am 19. April 1947 wurde seine Witwe Violet Bidwill Teameignerin. 1949 heiratete sie Walter H.S. Wolfner, der später als General Manager für das Team agierte.
Am 12. März 1960 stimmten die NFL-Eigner dem Verkauf von 10 % der Anteile am Franchise an den in St. Louis wohnenden Joseph Griesedieck (Falstaff Brewing Corporation) für 300.000 Dollar und dem Umzug des Teams nach St. Louis zu.
Am 29. Januar 1962 starb Violet Bidwill. Sie vererbte ihren Anteil von 82 % an den St. Louis Cardinals an ihre beiden Adoptiv-Söhne Charles Bidwill Jr. und William „Bill“ Bidwill. Walter Wolfner klagte gegen das Testament und verlor. 1965 wurde der Streit endgültig beigelegt. 1972 übernahm Bill die Anteile seines Bruders für sechs Millionen Dollar.
Bill Bidwill starb am 2. Oktober 2019. Sein Sohn Michael Bidwill ist als Nachlassverwalter, Chairman und Präsident der Arizona Cardinals.

## Atlanta Falcons
| Atlanta Falcons | Atlanta Falcons                       |
| --------------- | ------------------------------------- |
| 1965–1997       | Rankin M. Smith Sr. und Kinder, u. a. |
| 1997–2002       | Smiths Erben (Taylor Smith)           |
| 2002–           | Arthur M. Blank                       |

Rankin M. Smith Sr. war Mitglied der Geschäftsleitung und später Präsident und Aufsichtsratsvorsitzender der Life Insurance Company of Georgia. Ab 1959 war er in Initiativen involviert, um ein Profi-Sport-Franchise in Atlanta anzusiedeln. 1965 wurde ihm ein Franchise der American Football League angeboten. Auch die National Football League (NFL) wünschte sich eine Mannschaft in Atlanta. Smith setzte sich gegen zwei andere Konkurrenten durch und erwarb am 30. Juni 1965 für 8,5 Millionen Dollar ein NFL-Franchise. Davon waren 50.000 Dollar für das Franchise und 8,45 Millionen Dollar für den Abkauf von Spielern der anderen Teams. Das Unternehmen für das Franchise benannte er nach seinen fünf Kindern The Five Smiths, Inc. 64 % der Anteile hielt zunächst Rankin Smith selbst und die restlichen Anteile besaßen Howard Dobbs Jr., Cody Laird Jr. und I. M. Sheffield III (alle Miteigentümer der Versicherung), George Williams und W. Barrett Howell (Geschäftspartner von Smith), Smiths Anwalt M. E. Kilpatrick sowie Lindsey Hopkins. Keiner dieser Minderheitsaktionäre besaß mehr als 10 % der Anteile. 1979 verkaufte Sheffield seine Anteile.
Rankin Smith hielt später selbst ein Drittel der Anteile, während seine Kinder die restlichen 2/3 der Anteile hielten. Die Anteile von Smith waren stimmberechtigt, während die Anteile der Kinder nicht stimmberechtigt waren.
Im April 1990 verkauften der Sohn Rankin Jr. und die Tochter Carrol Smith Walraven ihre Anteile. Rankin Jr. war zu diesem Zeitpunkt Präsident des Franchises. Später im Jahr erwarben der Risiko-Kapitalgeber John Imlay und der Medienmagnat Tom Watson Brown jeweils 6 % der Anteile für 6 Millionen Dollar.
Bis 1990 war Smith Sr. im täglichen Geschäft der Atlanta Falcons aktiv, dann übertrug er die Verantwortung auf seinen Sohn Taylor Smith. Nach dem Tod von Rankin Smith am 26. Oktober 1997 führte Taylor Smith die Geschäfte als Nachlassverwalter für die Erben weiter. Bereits vor seinem Tod hatte er 56 % der Anteile an seine Kinder abgetreten.
Zum 6. Januar 2002 erwarb der Mitgründer der Baumarktkette The Home Depot Arthur M. Blank sämtliche Anteile an den Atlanta Falcons für 545 Millionen Dollar.

## Baltimore Ravens
| Baltimore Ravens | Baltimore Ravens |
| ---------------- | ---------------- |
| 1996–2004        | Art Modell       |
| 2004–            | Steve Bisciotti  |

Als Folge des Umzuges der Cleveland Browns Anfang 1996 nach Baltimore einigten sich der Teambesitzer Art Modell, die NFL sowie die beiden Städte darauf, dass Art Modell für Baltimore ein neues Franchise der NFL erhielt. Das Unternehmen hinter dem Franchise wurde von Cleveland Browns Inc. in Baltimore Ravens Inc. umbenannt. Der bisherige Minderheitseigner Al Lerner (neuer Eigner der Browns ab 1999) verkaufte 1997 seinen 9%-Anteil für 32 Millionen Dollar an Modell.
1999 erwarb der Luftfahrt-Unternehmer Steve Bisciotti für 275 Millionen Dollar 49 % der Anteile an den Ravens. Damit verbunden war das Recht im Zeitraum zwischen 2004 und 2006 die restlichen Anteile für 325 Millionen Dollar zu erwerben. Diese Option wurde im Januar 2004 genutzt und nach der Genehmigung durch die NFL zum 9. April 2004 wirksam.

## Buffalo Bills
| Buffalo Bills | Buffalo Bills           |
| ------------- | ----------------------- |
| 1959–2014     | Ralph Wilson            |
| 2014–         | Terrence und Kim Pegula |

Als Lamar Hunt für seine geplante Konkurrenz-Liga AFL entsprechende Franchise-Nehmer suchte, fand er in Ralph Wilson einen entsprechenden Investor für den Spielort Buffalo. Für das Franchise musste er 1959 den vereinbarten Betrag von 25.000 Dollar zahlen.
Wilson hatte aus dem Versicherungsgeschäft des Vaters den Mischkonzern „Ralph Wilson Industries“ aufgebaut. Wilson war bis 1959 ein Minderheitseigner der Detroit Lions. Durch informelle Gespräche 1965 mit dem Eigentümer der Baltimore Colts Carroll Rosenbloom brachte er die Fusion mit der NFL ins Rollen.
Am 25. März 2014 verstarb Wilson. Er war nach George Halas und Art Rooney mit 44 Jahren der langjährigste Besitzer eines Franchises. Das Franchise wurde nach dem Tod von seiner Witwe Mary und drei weiteren Personen als Nachlass verwaltet und entsprechend dem Testament zum Kauf angeboten.
Am 9. September 2014 wurde das Franchise vom früheren Ölindustrie-Unternehmer und jetzigen Besitzer mehrerer Sportfranchises in Buffalo und Umgebung (Eishockey, Lacrosse) Terrence Pegula und seiner Frau Kim gekauft. Er konnte sich damit gegen Donald Trump und Jon Bon Jovi durchsetzen, die ebenfalls Interesse gezeigt hatten. Pegula garantierte den Verbleib des Franchises in Buffalo. Das Geschäft mit einem Kaufpreis von rund 1,4 Milliarden Dollar wurde am 8. Oktober 2014 von den NFL-Teameignern genehmigt. Von 2014 bis 2023 waren die Bills neben der NHL-Franchise Buffalo Sabres Teil des Unternehmens Pegula Sports and Entertainment. Die Muttergesellschaft wurde 2023 aufgelöst und die Buffalo Bills damit faktisch ein eigenständiges Unternehmen.
Am 11. Dezember 2024 genehmigten die NFL-Eigner den Verkauf von rund 21 % des Teams an eine nicht stimmberechtigte Investorengruppe bestehend aus dem Investmentunternehmen Arctos, Rob Palumbo (Partner bei Accel-KKR), Sue McCollum (Eagle Brand), Theresia Gouw (Acrew Capital), Rob Ward (Meritech Capital), Mike Joo (Bank of America Securities), Tom Burger (Gridiron Capital), Vince Carter und Tracy McGrady (ehemalige NBA-Spieler) und Jozy Altidore (ehemaliger MLS-Spieler).

## Carolina Panthers
| Carolina Panthers | Carolina Panthers      |
| ----------------- | ---------------------- |
| 1993–2018         | Jerry Richardson u. a. |
| 2018–             | David Tepper u. a.     |

Zum Erhalt des NFL-Erweiterungs-Franchises Carolina Panthers gründete Jerry Richardson, Mitbegründer der Schnellrestaurantkette Hardee’s, 1990 „Richardson Sports Limited Partnership“. Neben seiner Familie waren noch weitere 14 Personen (vor allem Geschäftsleute aus North und South Carolina) an diesem Unternehmen beteiligt, Richardson trat als haftender Gesellschafter (General Partner) auf. Für den Erhalt des Franchises am 26. Oktober 1993 zahlte das Unternehmen 140 Millionen Dollar.
Am 17. Dezember 2017 kündigte Jerry Richardson an, dass das Team zum Ende der Saison zum Verkauf steht. Zuvor war bekannt geworden, dass es zu Fällen von Rassismus und sexueller Belästigung am Arbeitsplatz durch Richardson gekommen sei. Mehrere Prominente, unter anderen der Rapper P. Diddy und der Profibasketballspieler Stephen Curry, bekundeten ihr Interesse am Kauf.
Am 15. Mai 2018 wurde der Verkauf des Franchises an den Investor David Tepper bekanntgegeben. Beim Treffen der Klubbesitzer am 22. Mai 2018 wurde der Verkauf des Franchises genehmigt. Tepper, der seit 2009 einen 5-%-Minderheitsanteil an den Pittsburgh Steelers besaß, kaufte die Anteile von Richardson für rund 2,275 Milliarden US-Dollar.

## Chicago Bears
| Chicago Bears | Chicago Bears           |
| ------------- | ----------------------- |
| 1920–1983     | George Halas            |
| 1983–2025     | Virginia Halas McCaskey |
| 2025–         | George Halas McCaskey   |

Für das 1919 von A. E. Staley gegründete Werks-Football-Team der Decatur Staleys wurden George Halas als Trainer und Manager angeworben. Da die Mannschaft trotz der erfolgreichen Spielsaison 1920 ein Verlustgeschäft darstellte, verkaufte Staley die Mannschaft für 100 Dollar an Halas. Dieser verlegte die Mannschaft 1921 nach Chicago und beteiligte den Spieler und Trainer Dutch Sternaman am Team. 1930 beteiligte sich der Chicagoer Geschäftsmann Charles Bidwill am Team und wurde in der Folge Vizepräsident. Da Sternaman 1932 in finanzielle Probleme geriet, vereinbarte er mit Halas, dass dieser ihm die Anteile für 38.000 Dollar abkaufte. Der Betrag war zu Teilen nach 6 und 12 Monaten zu zahlen. Um das Geld aufzubringen, erwarben die Mutter von George Trafton sowie Jim McMillan und Ralph Brizzolara 8,33 % Anteile an den Bears. Nachdem das Team 1932 Verluste geschrieben hatte, benötigte er zur Zahlung der Restkaufsumme 1933 weitere Unterstützung. So beteiligten sich seine Mutter sowie Charles Bidwill mit jeweils 5.000 Dollar am Team. Dieser verkaufte 1949 seine Anteile wieder an Halas, da er selbst die Chicago Cardinals erworben hatte.
Halas blieb Haupt-Eigentümer des Franchises, übertrug jedoch Anteile an seine Kinder Virginia Halas McCaskey (1923–2025) und George Halas Jr. (1925–1979). Nachdem Halas Jr. 1979 gestorben war, übernahmen dessen Kinder seinen Anteil. Am 31. Oktober 1983 starb George Halas Sr. mit 88 Jahren. Im Rahmen der Erbauseinandersetzungen und zur Optimierung der Erbschaftssteuerzahlungen wurde unter anderem die Chicago Bears Football Club, Inc. als Holdinggesellschaft gegründet. Nach dieser Umstrukturierung hielten die Kinder von Halas Jr. 19,67 %, Virginia Halas McCaskey 22,65 %, ihre elf Kinder 41,8 % und die beiden Kinder von Halas Jr. weitere 7,55 %. 8,33 % sind weiterhin im Besitz der Familie Brizzolara. Die Anteile der Enkelkinder von Halas Sr. wurden jedoch von Virginia Halas McCaskey kontrolliert. Die Kinder von Halas Jr. wollten ihren 19,67%-Anteil an die Eigentümer eines Chicagoer Immobilienunternehmens veräußern. Dies wurde jedoch von der Halas-McCaskey-Familie verhindert. Sie erwarben diese Anteile und verkauften sie 1990 an Pat Ryan Sr. (Aon plc, 17,7 %) und Andrew J. McKenna (McDonald’s, 2,0 %) für 17 Millionen Dollar.
Von 1983 bis 1999 war Virginia Halas McCaskeys Sohn Michael McCaskey als Präsident für das operative Geschäft verantwortlich. Von 1999 bis 2023 war Ted Phillips Präsident, seitdem ist es Kevin Warren.
Als Vorsitzender des Aufsichtsrates (Chairman of the Board) agierte von 1983 bis 1999 Virginias Ehemann Edward W. McCaskey, von 1999 bis 2011 Michael McCaskey und seitdem George Halas McCaskey, ein weiterer Sohn von Virginia und Edward McCaskey.
Am 6. Februar 2025 verstarb Virginia Halas McCaskey.

## Cincinnati Bengals
| Cincinnati Bengals | Cincinnati Bengals |
| ------------------ | ------------------ |
| 1967–1993          | John Sawyer u. a.  |
| 1993–              | Mike Brown u. a.   |

Im Rahmen der Fusion der American Football League und der National Football League 1966 wurde vereinbart, dass die AFL ein weiteres Franchise vergibt. Um dieses Franchise bewarb sich ein vom früheren Trainer der Cleveland Browns, Paul Brown, angeführtes Konsortium namens Ohio Valley Sports. Präsident (bis 1993) und größte Eigentümer wurde der Agrarunternehmers John Sawyer (1925–2015) mit 20 % und der Bauunternehmer Austin “Dutch” Knowlton (1909–2003) mit 30 %. Es wurden 1967 7,7 Millionen Dollar für das Franchise gezahlt.
Paul Brown verfügte ursprünglich nur über 10 % der Anteile (100 von 1000 Aktien). Im Rahmen einer Treuhandvereinbarung erhielt Brown die Kontrolle über das Franchise. Bis 1980 veränderten sich durch Aktienrückkäufe und Verkäufe die Anteile. Brown verfügte über 118 Anteile, seine beiden Söhne Mike und Pete jeweils über einen Anteil, Knowlton über 249 und Sawyer über 213, sowie weitere sechs Anteile im Streubesitz. 1983 verkaufte er 117 seiner 118 Aktien an den Miteigentümer John Sawyer, behielt aber die Kontrolle des Teams. Im Rahmen des Verkaufs war vereinbart worden, dass die Söhne Browns (Mike und Pete) zehn Jahre später die Anteile von Sawyer zum Preis von 25.000 Dollar je Aktie kaufen konnten. 1993 erwarben die Browns deshalb für rund 8 Millionen Dollar 329 der 330 Anteile von Sawyer. Die amerikanische Steuerbehörde vermutete in diesem Geschäft einen Steuerbetrug und verlangte eine Steuernachzahlung von 40 Millionen Dollar. Der Rechtsstreit ging zu Gunsten der Familie Brown aus.
Am 5. August 1991 verstarb Paul Brown. Sein Nachfolger wurde sein Sohn Mike Brown (geboren am 10. August 1935). 2011 stockte Brown für 200 Millionen Dollar den Anteilsbesitz um weitere 30 % auf, in dem er die Anteile von Knowlton erwarb. Seitdem besitzt Brown rund 500 der 586 Aktien (85,3 %).

## Cleveland Browns
| Cleveland Browns | Cleveland Browns     |
| ---------------- | -------------------- |
| 1946–1953        | Arthur McBride u. a. |
| 1953–1961        | Dave R. Jones u. a.  |
| 1961–1995        | Art Modell u. a.     |
| 1998–2002        | Al Lerner            |
| 2002–2012        | Al Lerners Erben     |
| 2012–            | Jimmy und Dee Haslam |

Der Taxi-Magnat, Immobilienunternehmer und Buchmacher mit Verbindungen zur Mafia Arthur B. McBride war 1946 einer der Mitorganisatoren der neuen Football-Liga All-America Football Conference. Für das Franchise war 300.000 Dollar zu zahlen. Weitere Anteilseigner waren sein Sohn Edward, sein Geschäftspartner Dan Sherby, später auch Paul Brown (5 %), der Stahlindustrielle Robert H. Gries und weitere drei Personen.
1953 verkaufte McBride seinen Mehrheitsanteil am Franchise für 600.000 Dollar an ein Konsortium aus dem Unternehmer Dave R. Jones, Versicherungsvertreter und Eigentümer der Cleveland Indians Ellis Ryan, Anwalt und früherer Eigentümer der Cleveland Rams Homer Marshman, Rennbahnbesitzer Saul Silberman. Paul Brown und Robert Gries blieben Minderheitseigentümer. In der Folge wechselten die Eigentumsverhältnisse am Team, da Silberman 1955 seinen 50%-Anteil verkaufte. Die Anteile des Teams verteilten sich Anfang 1961 auf 150 Aktien, davon besaß die Nationwide Insurance Company 45 (30%), Gries 30 (20%), Dave Jones; Ellis Ryan und Brown jeweils 18 (12%) und Marshman 21 (14%).
Im März 1961 erwarb der New Yorker Fernsehproduzent und Werbeunternehmer Arthur Modell für 3,925 Millionen Dollar das gesamte Franchise. Dafür nahm er einen Kredit in Höhe von 2,5 Millionen Dollar bei der Union Commerce Bank auf. 1,425 Millionen Dollar wurden durch weitere Investoren beigesteuert. Für 500.000 Dollar erwarben Modell sowie Rudolph J. Schaefer (Brauerei F. & M. Schaefer Brewing Company) 50 % der Anteile am Franchise. Der Anteil von 250.000 Dollar von Modell war ein Kredit, denn er bei seiner Hausbank Federation Bank and Trust aufgenommen hatte. Robert H. Gries verkaufte die vorherigen Anteile an den Browns für 750.000 Dollar und erwarb für 425.000 Dollar 28% neue Anteile. Weitere Anteilseigner waren die früheren Geschäftspartner von Modell Edmund Johnstone, H. Kastor Kahn und William Chesley mit jeweils 50.000 Dollar einen Anteil von 8 % besaßen, William C. McMillen der mit zwei weiteren Partner 250.000 Dollar für 10 % zahlte und Dave Jones, Paul Brown und der Anwalt der Browns Philmore Haber die für 100.000 Dollar 4% erhielten.
Im gleichen Jahr übernahm der Sohn von Robert H. Gries, Robert D. Gries einen 5%-Anteil am Franchise. Nach dem Tod seines Vaters 1966 übernahm er dessen Anteile und kontrollierte ab den 1970er Jahren 43%. 1962 musste Paul Brown das Franchise verlassen. 1966 gründete er das Franchise der Cincinnati Bengals und musste deshalb 1968 seinen Anteil an den Browns verkaufen. Art Modell vergrößerte mit der Zeit den von ihm kontrollierten Anteil. 1983 betrug dieser 53%.
1986 gerieten Modell und das Team in finanzielle Probleme durch Rechtsstreitigkeiten mit Gries. Er verkaufte deshalb einen Anteil von 5 % am Team und 50 % an der Stadionsbetriebsgesellschaft an den Gründer des Kreditkartenunternehmens MBNA Corporation Al Lerner.
1995 gab Modell bekannt, mit seiner Mannschaft nach Baltimore umzuziehen. Gries stimmte gegen diesen Umzug und verkaufte seinen Anteil für 41 Millionen Dollar. Auch Al Lerner verkaufte 1997 seinen inzwischen auf 9 % gestiegenen Anteil für 32 Millionen Dollar. Aus der Cleveland Browns Inc. wurde die Baltimore Ravens Inc.
Im folgenden Konflikt wegen dieses Umzugs wurde schließlich durch die NFL-Owner beschlossen, dass die Mannschaft in Baltimore ein neues Franchise erhält. Weiterhin wurde bestimmt, dass für das Franchise Cleveland Browns ein neuer Eigentümer gesucht wird, der spätestens ab 1999 den Spielbetrieb aufnehmen sollte. Den Zuschlag erhielt am 8. September 1998 schließlich ein Konsortium um Al Lerner und dem früheren Präsidenten der San Francisco 49ers Carmen Policy mit einem Gebot von 530 Millionen Dollar. Al Lerner verstarb am 23. Oktober 2002 mit 69 Jahren. Seine Frau Norma Wolkoff Lerner und sein Sohn Randy Lerner übernahmen das Franchise. 2003 übernahmen Lerners den 10%-Anteil von Carmen Policy.
Anfang August 2012 erwarben der Tankstellenkettenbetreiber Jimmy Haslam (Pilot Flying J) und seine Ehefrau Dee Haslam (TV-Produktionen) das Team. Haslam war bis dahin Minderheitsaktionär der Pittsburgh Steelers. Zunächst erwarben sie 70 % der Anteile und das Recht innerhalb von vier Jahren die restlichen 30 % zu erwerben. Der Gesamtkaufpreis wurde mit 1 Milliarde Dollar angegeben. Weitere Anteilseigner sind seit 2018 die Tochter Whitney Haslam Johnson und ihr Ehemann James Wood „JW“ Johnson III.

## Dallas Cowboys
| Dallas Cowboys | Dallas Cowboys            |
| -------------- | ------------------------- |
| 1959–1984      | Clint Murchison Jr. u. a. |
| 1984–1989      | Harvey R. Bright u. a.    |
| 1989–          | Jerry Jones               |

Um der AFL Konkurrenz zu machen, beschloss die NFL 1959 ein neues Franchise in Dallas anzusiedeln. Eigentümer des Franchises wurden der Öl-Industrielle Clint Murchison Jr. (1924–1987) und der Anwalt Bedford Wynne (1924–1990). Für das Franchise waren 50.000 Dollar zu zahlen, dazu kamen weitere 550.000 Dollar für von den anderen Teams übernommenen Spielern. Kurz nach der Zustimmung der NFL-Eigner zum Franchise beteiligten sich noch der Immobilien-Unternehmer (Six Flags over Texas) Toddie Lee Wynne  (1925–1987) und William R. „Fritz“ Hawn am Franchise. Clints Bruder John D. Murchison (1921–1979) wurde stiller Teilhaber. Die Anteile am Franchise verteilten sich mit jeweils 45 % auf die Murchison-Brüder, die beiden Wynnes hielten 5 % und Fritz Hawn ebenfalls 5%.
Die Anteile von John D. Murchison wurden nach dessen Tod 1979 von seinen Erben verwaltet und waren Teil der Erbauseinandersetzung. 1981 verkaufte Bedford Wynne seinen Anteil.
Am 18. Mai 1984 erwarb eine vom Öl-Magnaten Harvey Roberts „Bum“ Bright angeführte Investorengruppe (limited partnership) die Dallas Cowboys für 60 Millionen Dollar. Weitere 26 Millionen waren als Kaufpreis für das Stadion und die Immobilien des Teams zu zahlen. Zur Investorengruppe gehörten J. L. Williams Jr. (15%), Ed A. Smith Jr. (15%), George M. Underwood Jr. (10%), George M. Underwood III (5%). Weitere 35 % werden von L. Brad Camp, Craig Hall, J.L. Huffines Jr., Arthur Temple und Sherod Foster Yancey Jr. gehalten. Bright kontrollierte 17 % und der General Manager Tex Schramm hatte mit 3 % den geringsten Anteil. Später veränderten sich die Anteile durch Verkäufe und Übernahmen. So besaß 1989 Ed Smith 27 % des Teams.
Ende der 1980er Jahre geriet Bright auf Grund der Börsenkrise in finanzielle Schwierigkeiten und verkaufte im Februar 1989 das Franchise für 95 Millionen Dollar, sowie das Stadion für 45 Millionen an eine Investorengruppe um den Öl-Industriellen Jerry Jones. Die Investoren bestanden neben Jones aus Charles, Sam und Evan Wyly, Mike McCoy und Russell Glass. Ed Smith und Arthur Temple blieben Minderheitseigentümer. Jones kontrollierte ursprünglich 40 % der Anteile. Bis Ende Juli 1990 erwarb Jones weitere 55 % der Anteile am Franchise. Weiterer Minderheitseigentümer mit 5 % war nur noch Mike McCoy, der bis 1996 als Vizepräsident agierte. Seit 2024 werden die Jerry Jones Kinder, Stephen, Charlotte und Jerry Jr. als Miteigentümer angegeben.

## Denver Broncos
| Denver Broncos | Denver Broncos                           |
| -------------- | ---------------------------------------- |
| 1959–1961      | Robert L. Howsam                         |
| 1961–1981      | Gerald und Allan Phipps                  |
| 1981–1984      | Edgar F. Kaiser                          |
| 1984–2014      | Pat Bowlen                               |
| 2014–2022      | Pat Bowlen Trust (Joe Ellis)             |
| 2022–          | Rob Walton, Carrie und Greg Penner u. a. |

Ende 1950er Jahre versuchte der Minor-League-Baseball-Teambesitzer Robert L. Howsam (Denver Bears) ein Major-League-Team nach Denver zu bringen, unter anderem durch die Gründung einer alternativen Liga. Dieser Versuch misslang. Um jedoch hochklassigen Sport in Denver anzusiedeln, schloss er sich 1959 der Initiative zur Gründung der AFL von Lamar Hunt an. So organisierte er mit seinem Unternehmen Rocky Mountain Empire Sports das Franchise der Denver Broncos. Für das Franchise waren 25.000 Dollar zu zahlen. Nach der ersten Saison war das Unternehmen in eine finanzielle Schieflage geraten, so dass Robert Howsam und sein Vater Lee ihre Anteile am Unternehmen im Mai 1961 an eine Gruppe von Investoren aus Denver verkauften. Earl Howsam (Bruder von Bob) behielt seine Anteile. Dieses Investorenkonsortium wurde vom Bauunternehmer Gerald H. Phipps und Verpackungsmittelproduzenten Calvin W. Kunz Jr. geleitet. Weitere Anteilseigner waren der Anwalt Ben Stapleton Jr., der Banker Walter C. Emery, der Immobilienunternehmer James E. Stokes, der Anwalt Allan R. Phipps sowie der Medienunternehmer William Grant (KOA). Gerald Phipps agierte als Chairman of the Board, während Kunz die Position des Präsidenten übernahm. 1965 übernahm Gerald und Allan Phipps rund 99 % der Anteile am Unternehmen. Allan Phipps übernahm in diesem Zusammenhang die Funktion als Präsident des Unternehmens.
Am 26. Februar 1981 kaufte Edgar F. Kaiser, Jr. das gesamte Vermögen der Rocky Mountain Empire Sports für rund 30 Millionen Dollar. Im Gegenzug wurde das Baseballteam Denver Bears an die Phipps-Brüder zurückverkauft. Edgar Kaiser ist der Enkel von Henry J. Kaiser und war vor allem im Ölgeschäft aktiv.
1984 verkaufte Kaiser 60,5 % der Anteile für 51 Millionen Dollar an die Geschwister John, Marybeth und Pat Bowlen sowie 39 % an den Ölunternehmer John Adams und dessen Anwalt Tim Borden.  Im folgenden Jahr erwarben die Bowlen-Geschwister den Anteil von Adams und Borden für 20 Millionen Dollar. Später erwarb Pat Bowlen weitere Anteile seiner Geschwister. Im September 1998 bot er John Elway 10 % des Franchises zum Kauf an, dieser ließ jedoch die Angebotsfrist verstreichen.
Als es sich abzeichnete, dass Bowlen auf Grund seiner Alzheimer-Erkrankung nicht mehr in der Lage war, das Franchise zu führen, überführte er seine Besitzanteile in den Pat Bowlen Trust. Zu Treuhändern wurde der Präsident Joe Ellis, der Teamjurist Rich Slivka und die Anwältin Mary Kelly ernannt. Im Juli 2014 gab Pat Bowlen die Kontrolle über das Franchise an diese drei ab. Seitdem tritt Ellis als Franchise-Eigner auf. Aufgabe des Trust ist es, das Franchise im Auftrag der sieben Kinder von Bowlen zu verwalten. 2017 erhielt der Trust die Erlaubnis der anderen NFL-Eigentümer innerhalb von fünf Jahren einen geeigneten Nachfolger innerhalb der Familie zu finden oder andernfalls das Franchise zu verkaufen.  Am 13. Juli 2019 starb Pat Bowlen.
Interesse an der Übernahme des Franchises zeigte 2018 die Tochter Beth Wallace Bowlen (* 1971). Sie wurde jedoch von den Treuhändern als ungeeignet abgelehnt. Die Treuhändern unterstützen derzeit Brittany Bowlen (* 1990), die nach ihrem Studienabschluss 2018 seit 2. Dezember 2019 im Management der Denver Broncos arbeitet. Voraussetzung für eine Übernahme sind fünf Jahre Management-Erfahrung, Zustimmung der sechs Geschwister und von John Bowlen (Minderheitseigentümer), sowie ein positives Votum von mindestens 24 NFL-Eignern.
Nachdem niemand aus der Familie als geeigneter Kandidat angesehen wurde, starteten die Treuhänder im Februar 2022 den Verkaufsprozess. Zu einer ersten Gebotsrunde ab Juni 2022 wurden vier Interessenten aufgefordert. Am 8. Juni 2022 wurde bekanntgegeben, dass sich der Pat Bowlen Trust und eine vom Walmart-Erben Rob Walton geleitete Investorengruppe sich auf den Kaufpreis von 4,65 Milliarden Dollar geeinigt haben. Unterlegene Bieter waren eine von Josh Harris und Magic Johnson geleitete Gruppe, eine Investorengruppe um José E. Feliciano, Behdad Eghbali und Todd Boehly, sowie die Brüder Mat und Justin Ishbia. Neben Rob Walton führen dessen Tochter Carrie Walton Penner und ihr Ehemann Greg Penner das neue Eigentümer-Konsortium. Zu diesem gehören Mellody Hobson (Vorstandsvorsitzende von Starbucks), sowie seit Juli 2022 die frühere US-Außenministerin Condoleezza Rice und seit August 2022 der Formel-1-Fahrer Lewis Hamilton.

## Detroit Lions
| Detroit Lions | Detroit Lions            |
| ------------- | ------------------------ |
| 1934–1940     | George A. Richards u. a. |
| 1940–1948     | Fred Mandel              |
| 1948–1964     | D. Lyle Fife u. a.       |
| 1964–2014     | William C. Ford          |
| 2014–2020     | Martha Firestone Ford    |
| 2020–         | Sheila Ford Hamp         |

Am 12. Juni 1930 wurde die Portsmouth National League Football Corporation für den Betrieb der Football-Mannschaft der Portsmouth Spartans gegründet. Im Juli 1930 erhielt das Team das NFL-Franchise. Das Unternehmen wollte 250 Aktien zu jeweils 100 Dollar ausgeben. Der Bauunternehmer Harry N. Snyder erwarb 91 Aktien, 67 weitere Aktien wurden von vielen weiteren Personen gekauft. Durch die Weltwirtschaftskrise geriet das Team in finanzielle Schwierigkeiten, da nicht mehr genug Eintrittskarten verkauft wurden.
Der Geschäftsführer des Radiosenders WJR George A. Richards organisierte 1934 eine Gruppe von über 25 Industriellen aus der Auto- und Kaufhausbranche in Detroit zum Erwerb des Teams. Der Kaufpreis deckte die Schulden von 7.952,08 Dollar und das NFL-Franchise von 15.000 Dollar. Unmittelbar darauf zog die Mannschaft nach Detroit um und wurde in Lions umbenannt.
1940 geriet das Franchise in einen Skandal um die Rekrutierung von College-Spielern und musste 5.000 Dollar Strafe zahlen. Daraufhin verkaufte Richards das Team für 225.000 Dollar an den Kaufhaus-Manager Fred Mandel. Nachdem es Mandel nach den desaströsen Spielsaisons 1946 und 1947 nicht gelang den Headcoach Gus Dorais zu entlassen, verlor er das Interesse an der Mannschaft und verkaufte sie 1948, eine Woche nachdem er Dorais mit 100.000 Dollar abgefunden hatte.
Eine Gruppe von Detroiter Geschäftsleuten um D. Lyle Fife und Edwin J. Anderson (Goebel Brewing) erwarb für 165.000 Dollar das Franchise. Ab 1951 wurden schließlich Gewinne geschrieben.
1961 kam es zwischen Fife und Anderson zu einem Kampf um die Kontrolle der Detroit Lions. In der Folge trat Anderson als Präsident zurück und der bisherige Direktor und Automobilmanager William Clay Ford senior (Enkel von Henry Ford) übernahm die Präsidentschaft. Am 10. Januar 1964 wurde Ford Alleineigentümer, nachdem er alle im Eigentum von 144 Aktienbesitzern befindliche Anteile für 4,5 Millionen Dollar erworben hatte. Zu diesen Anteilseignern gehörte auch der Radiomoderator Harry Widmer, der zeitgleich auch Anteile an den Washington Redskins und den Titans of New York hielt.
Nachdem Ford am 9. März 2014 verstarb, übernahm seine Ehefrau Martha Firestone Ford (* 1925) das Franchise. Am 23. Juni 2020 trat Martha Ford als Aufsichtsratsvorsitzende und Teameignerin zurück. Zur Nachfolgerin wurde ihre Tochter Sheila Ford Hamp bestimmt. Die anderen Geschwister Martha Ford Morse, Elisabeth Ford Kontulis und William Clay Ford Junior (Vorsitzender der Ford Motor Company) sind stellvertretende Aufsichtsratsvorsitzende.

## Green Bay Packers
| Green Bay Packers | Green Bay Packers                           |
| ----------------- | ------------------------------------------- |
| 1919–1920         | Indian Packing Company Acme Packing Company |
| 1921              | John und Emmitt Clair                       |
| 1922–1923         | Earl Lambeau                                |
| 1923–1935         | Green Bay Football Corp.                    |
| 1935–             | Green Bay Packers Inc.                      |

Am 11. August 1919 gründeten Earl „Curly“ Lambeau und George Whitney Calhoun eine Football-Mannschaft. Der Arbeitgeber von Lambeau die Indian Packing Company wurde Eigentümer der Mannschaft mit einem Startkapital von 500 Dollar für den Kauf von Trikots und Ausstattung. Dafür sollte die Mannschaft den Namen des Unternehmens „Packers“ tragen. Kurz darauf wurde die Indian Packing Company von der Acme Packing Company übernommen. Diese übernahm auch die Football-Mannschaft. 1921 wurden John und Emmitt Clair Eigentümer der Mannschaft. Lambeau überzeugte die beiden, der American Professional Football Association, der späteren National Football League, beizutreten.
Der Mannschaft gelang es jedoch nicht in die Gewinnzone zu kommen. Nachdem auch noch der Ausschluss vom Ligabetrieb wegen des illegalen Einsatzes von Collegespielern drohte, setzte sich Lambeau persönlich für die weitere Teilnahme ein. Ab 1922 fungierte er als Teambesitzer. 1923 bekam er Unterstützung vom Verleger der Green Bay Press-Gazette, A. B. Turnbull, dem Händler Lee Joannes, dem Anwalt Gerald Clifford und Dr. W. Webber Kelly (The Hungry Five). Diese zahlten die 2.500 Dollar Schulden von Lambeau und versuchten die Unterstützung der Stadtgemeinschaft für die Mannschaft zu gewinnen.
Im August 1923 wurde schließlich die Green Bay Football Corporation gegründet. Bei und kurz nach der Gründungsversammlung wurden 1000 Aktien zum Preis von 5 Dollar verkauft. Nachdem das Unternehmen in Folge eines Rechtsstreites Konkurs anmeldete, erfolgte 1935 eine Neugründung als Green Bay Packers Inc. und der Emission von 300 Aktien mit dem Nennwert von 50 Dollar.
1950 wurde der Aktienbestand auf 10.000 erhöht und es wurden weitere 9.500 Aktien ausgegeben. Außerdem wurde die Höchstzahl der von einer Person gehaltenen Aktien festgelegt. Insgesamt wurden damit 118.000 Dollar erlöst.
Von November 1997 bis März 1998 erfolgte die Ausgabe von einer Million Aktien zum Preis von 200 Dollar. Alt-Aktien konnten im Verhältnis 1:1000 getauscht werden. Mit dieser Aktion wurden durch 105.989 Neu-Aktionäre mehr als 24 Millionen Dollar eingenommen. Die Gelder flossen in die Erneuerung des Lambeau Fields.
Die Aktienemission vom Dezember 2011 bis zum Februar 2012 wurde für Investitionen im Stadion genutzt. Mehr als 250.000 Menschen erwarben die über 269.000 Aktien zum Stückpreis von 250 Dollar. Insgesamt wurde über 64 Millionen Dollar eingenommen.
Im Juni 2013 besaßen 364.114 Personen 5.014.545 Aktien. Im Juni 2019 361.256 Personen 5.009.563 Aktien.
Vom 16. November 2021 bis zum 25. Februar 2022 wurden insgesamt 300.000 Aktien zum Preis von 300 Dollar an Fans in den Vereinigten Staaten und Kanada emittiert werden. Der Ertrag soll für Investitionen ins Lambeau Field genutzt werden.
Präsidenten der Green Bay Packers und somit „Vertreter“ der Mannschaft in der NFL waren Andrew B. Turnbull (1923–1927), Ray Evrard (1928), W. Webber Kelly (1929), Lee Joannes (1930–1947), Emil R. Fischer (1948–1952), Russ Bogda (1953–1957), Dominic Olejniczak (1958–1982), Robert J. Parins (1982–1989) und Bob Harlan (1989–2007). Seit 2008 ist Mark Murphy Präsident der Green Bay Packers Inc. Im Juni 2024 bestimmte der Aufsichtsrat (Board of Directors) Edward „Ed“ R. Policy, Sohn von Carmen Policy, zum Nachfolger von Murphy. Die Amtsübernahme soll im Juli 2025 erfolgen.

## Houston Texans
| Houston Texans | Houston Texans |
| -------------- | -------------- |
| 1999–2018      | Bob McNair     |
| 2018–2024      | Janice McNair  |
| 2024–          | D. Cal McNair  |

In Folge des Streites um des Umzugs der Cleveland Browns nach Baltimore 1996 und der damit Neuvergabe eines Franchises für die Baltimore Ravens spielten in der NFL 31 Mannschaften. Die Teambesitzer einigten sich deshalb 1997 darauf, ein weiteres Franchise zu vergeben. Durch den Umzug der Los Angeles Rams nach St. Louis 1995 gab es keine Mannschaft in dieser zweitgrößten Stadt der Vereinigten Staaten. Deshalb war ursprünglich vorgesehen, das neue Franchise nach Los Angeles zu vergeben. Als sich diese Pläne zerschlugen wurde das Franchise nach Houston vergeben.
Für 700 Millionen Dollar erhielt in der Energiebranche aktive Bob McNair am 6. Oktober 1999 den Zuschlag. 5 % am Franchise werden vom Harris County gehalten, der Eigentümer des NRG Stadiums ist, in dem die Mannschaft ihre Heimspiele absolviert. Zuvor hatte McNair erfolglos versucht, ein NHL-Team in Houston anzusiedeln. Neben McNair wurden im Rahmen einer Limited Partnership weitere Personen am Team beteiligt. 2006 waren dies Kirbyjan H. Caldwell, Raymond C. Childress Jr., Charles W. Duncan Jr., Tilman Fertitta, Harry Gee, Jr. Javier Loya, D. Cal Mc Nair und Cary McNair, Kay M. Onstead, Fayez Sarofim, Joseph Sutton und Chuck Watson. 2020 werden die McNair-Brüder, Caldwell, Childress, Fertitta und Watson nicht mehr aufgeführt, dafür Mary Anne Dingus und Gary R. Petersen. 2023 werden Martial Burguieres und Emily Dalicandro als weitere Teilhaber angegeben.
Am 23. November 2018 verstarb McNair 81-jährig. Seine Ehefrau Janice McNair übernahm daraufhin das Eigentum am Team. Seit Juli 2018 trägt der Sohn D. Cal McNair als Chairman of the Board und Chief Executive Officer die Hauptverantwortung für das Franchise. In der Sitzung der Teameigner am 26. März 2024 wurde Cal McNair als neuer Haupteigentümer anerkannt.

## Indianapolis Colts
| Baltimore Colts Indianapolis Colts | Baltimore Colts Indianapolis Colts |
| ---------------------------------- | ---------------------------------- |
| 1953–1972                          | Carroll Rosenbloom u. a.           |
| 1964–1972                          | Carroll Rosenbloom                 |
| 1972–1997                          | Robert Irsay                       |
| 1997–2025                          | Jim Irsay                          |
| 2025–                              | Carlie Irsay-Gordon.               |

1952 mussten die Dallas Texans aus finanziellen Gründen den Spielbetrieb einstellen und gaben das Franchise an die NFL zurück. Die Liga suchte deshalb für die Saison 1953 einen neuen Franchise-Eigentümer. Da Baltimore von 1947 bis 1951 bereits eine Mannschaft in der AAFC, später NFL besaß, versuchte die NFL wieder eine Mannschaft in dieser Stadt zu etablieren. Der NFL-Commissioner Bert Bell konnte den Unternehmer Carroll Rosenbloom aus Baltimore gewinnen. Bell war auf dem College Football-Trainer von Rosenbloom gewesen. Dieser war in der Bekleidungsindustrie zu Vermögen gelangt und hatte später in andere Wirtschaftszweige investiert.
Für das am 7. Januar 1953 vergebene Franchise war 200.000 Dollar zu zahlen. Rosenbloom verfügte zunächst über einen Anteil von 51 %. Weitere Anteilseigner waren William Hilgenberg, Zanvyl Krieger, Thomas Mullan und Bruce Livie zu gleichen Teilen. Livie verkaufte im Februar 1959 seine Anteile an das Franchise für 325.000 Dollar. Im Dezember 1959 starb Hilgenberg. Seine Erben verkauften die Aktien an das Team für 400.000 Dollar. Am 23. Januar 1964 kaufte Rosenbloom die übrigen Anteile des Franchises für 1 Million Dollar.
Zum Ende der 1960er Jahre begann sich das Verhältnis zwischen den Colts und der Stadt Baltimore bzw. der öffentlichen Meinung in der Stadt zu verschlechtern. Obwohl Rosenbloom noch Anfang 1972 alle Gerüchte über den Verkauf der Mannschaft zurückwies, einigte er sich jedoch Ende Juni 1972 mit dem Unternehmer im Bereich Klimageräte, Robert Irsay, auf ein Dreiecksgeschäft. Eigentlich wollte der frühere Miami-Dolphins-Eigner Willard Keland die Colts kaufen, hatte jedoch Probleme mit der Finanzierung, so dass er sich mit Irsay zusammentat. Irsay kaufte die Los Angeles Rams und anschließend tauschten Irsay und Rosenbloom die Mannschaft, so dass ab dem 13. Juli 1972 Irsay mit 51 % und Willard Keland mit 49 % Eigentümer der Colts wurden. Kurz darauf übernahm Irsay auch die Anteile von Keland. Im Rahmen des Tausches zahlte Rosenbloom noch einen Betrag von 3 bis 4 Millionen an Irsay.
Am 14. Januar 1997 starb Robert Irsay im Alter von 73 Jahren. Sein Sohn Jim Irsay (* 1959) übernahm daraufhin das Franchise. Als Miteigentümer treten seit 2012 seine Töchter Carlie Irsay-Gordon, Casey Foyt und Kalen Jackson auf. Am 21. Mai 2025 verstarb Jim Irsay. Im Rahmen der Eigentümernachfolger übernahm Carlie Irsay-Gordon die Position als CEO und Vertreter des Teams in der Eigentümerversammlung, Casey Foyt übernahm die Position als Executive Vice President und Kalen Jackson wurde Chief Brand Officer und Präsident der Indianapolis Colts Foundation.

## Jacksonville Jaguars
| Jacksonville Jaguars | Jacksonville Jaguars  |
| -------------------- | --------------------- |
| 1993–2011            | J. Wayne Weaver u. a. |
| 2011–                | Shahid Khan           |

Anfang der 1990er plante die NFL die Liga um zwei Mannschaften auf 30 zu erweitern. Baltimore, Charlotte, Jacksonville, Memphis und St. Louis waren als Städte in der Auswahl. Am 30. November 1993 erhielten die Jacksonville Jaguars das 30. Franchise. Dafür waren 140 Millionen Dollar zu zahlen. Das Franchise war im Besitz der Touchdown Jacksonville Ltd., später Jacksonville Jaguars Ltd, und bestand aus neun Personen. Der Schuhhändler J. Wayne Weaver besaß mit 48 % den größten Anteil und wurde als Teameigner anerkannt. Weitere Anteilseigner waren David M. Seldin, Jeb Bush, Deron L. Cherry. Lawrence J. DuBow, Preston H. Haskell, W. A. McArthur, Thomas F. Petway III und Ronald M. Weaver Sr. Mit der Wahl zum Gouverneur von Florida 1998 veräußert Jeb Bush seine Anteile.
Weaver verlor Mitte der 2000er Jahre das Interesse an der Mannschaft und suchte einen Käufer. Am 29. November 2011 einigte er sich mit Shahid Khan, Unternehmer im Automobilzuliefererbereich über den Verkauf des Franchises. Khan hatte schon seit einiger Zeit Interesse am Kauf eines NFL-Teams gezeigt, seine Absichten zum Kauf der Rams waren 2010 gescheitert. Die Zustimmung durch die NFL-Eigner wurde am 14. Dezember 2011 erteilt und die Geschäftsübernahme erfolgte zum 4. Januar 2012.
Der pakistanischstämmige Shahid Khan bezahlte für 100 % des Franchises 660 Millionen Dollar und übernahm Kredite in Höhe von 110 Millionen Dollar.

## Kansas City Chiefs
| Dallas Texans Kansas City Chiefs | Dallas Texans Kansas City Chiefs |
| -------------------------------- | -------------------------------- |
| 1959–1995                        | Lamar Hunt                       |
| 1995–                            | Hunts Kinder (Clark Hunt)        |

Ende der 1950er Jahre wollte Lamar Hunt (1932–2006), Sohn des Öl-Magnaten Haroldson Hunt, als Teameigner in den Profisport einsteigen. Zunächst war er in der Gründung einer dritten Liga im Baseball involviert. Nachdem sich diese Pläne zerschlugen und auch die NFL einer Erweiterung skeptisch gegenüberstand, begann Hunt mit der Organisation einer Konkurrenz-Liga. Im August 1959 wurde deshalb die neue Liga formal gegründet und der Spielbeginn für 1960 annonciert. Hunt übernahm für 25.000 Dollar das Franchise für Dallas und zog auf Grund der Konkurrenzsituation mit den Dallas Cowboys 1963 nach Kansas City um.
Am 13. Dezember 2006 verstarb Lamar Hunt. Bereits 1995 hatte er das Eigentum am Franchise zu je 24,5 % an seine vier Kinder aufgeteilt. Er selbst und seine Ehefrau besaßen jeweils ein Prozent. Als Chairman und CEO des Franchises tritt seit 2004 sein Sohn Clark Hunt auf.

## Las Vegas Raiders
| Oakland Raiders Los Angeles Raiders Las Vegas Raiders | Oakland Raiders Los Angeles Raiders Las Vegas Raiders |
| ----------------------------------------------------- | ----------------------------------------------------- |
| 1960–1962                                             | Gah, Osborne, Valley u. a.                            |
| 1962–1972                                             | Gah, Valley u. a.                                     |
| 1972–2011                                             | Al Davis u. a.                                        |
| 2011–                                                 | Mark Davis u. a.                                      |

Nachdem Ende 1959 das für Minnesota geplante AFL-Franchise ein Angebot der NFL wahrnahm, wurde ein achtes Franchise für die neu gegründete AFL gesucht. Der Eigentümer der Los Angeles Chargers, Barron Hilton, wünschte ein zweites Franchise an der US-Westküste.
Am 30. Januar 1960 erhielt die Investorengruppe um den Immobilienunternehmer Y. Charles (Chet) Soda, Edward W. McGah, Robert Osborne, F. Wayne Valley, Harvey Binns, Donald Blessing, Art Beckett und Charles Harney den Zuschlag der AFL-Eigner. Diese agierten als stimmberechtigte General Partner (haftende Gesellschafter) neben weiteren Geldgebern in einer limited partnership. Nach einem erfolglosen ersten Jahr beendeten fünf Partner ihr Engagement und verkauften ihre Anteile an McGah, Osborne und Valley. Diese drei führten als Partner das Franchise mit einem Anteil von insgesamt 51 %. Die limited partnership blieb weiter bestehen. Am 22. Mai 1962 übernahmen McGah und Valley die Anteile von Osborne für 10.000 Dollar, nachdem es im Vorfeld Meinungsverschiedenheiten bezüglich der weiteren Ausrichtung des Teams, eines eventuellen Umzugs des Franchises sowie hohen Verluste gab. Zur Abdeckung der Verluste gewährte der Eigner der Buffalo Bills, Ralph Wilson, dem Franchise von 1962 bis 1970 einen Kredit und erhielt dafür als Sicherung einen Anteil von 25 %. Als Mitglieder der limited partnership werden 1970 ausgewiesen: Bodie Andrews, Lou Barroero, Arnold Boscacci, Eugene Boscacci, R. C. Braddock, John Brooks, J. A. Cianciarulo, Ralph Casebolt, Charles Foley, Julius N. Hartman, R. S. Holmes, Frank Ivaldi, John Kenney, R. H. Logan, Joseph McDevitt, E. J. McGah, Sheldon Milenbach, Louis Rosenauer, D. A. Sargent, Henry Trione, Ralph R. Vail, Ralph J. Vail, Wilfred Winkenbach.
1966 erwarb der Trainer und General Manager Al Davis 10 % der Anteile für 18.500 Dollar. Zu diesem Zeitpunkt existierten neben den General Partner noch weitere 23 Anteilseigner. 1972 vereinbarte er in Abwesenheit von Valley mit McGah ein neues Partnerschaftsabkommen, das ihm alleinige Stimmrechte einräumte. Valley veräußerte deshalb 1976 verärgert seine Anteile. Anfang 2003 kontrollierte Davis 38 % der Anteile. 2005 übernahm Davis den 31%-Anteil der Familie McGah. 2007 wurde für 150 Millionen Dollar ein Anteil von 20 % an eine Investorengruppe (First Football) um Paul Leff, David Abrams und Dan Goldring veräußert.
Am 8. Oktober 2011 starb Al Davis. Sein Sohn Mark Davis übernahm darauf das Franchise als General Partner. Der Anteil am Team wird auf 47 % geschätzt.
Weitere Anteilseigner (vielfach Erben der ursprünglichen Besitzer) waren 2019 noch A. Boscacci, Jill Boscacci Lovingfoss, die Erben von Gertrude Winkenbach (Ehefrau des Erfinders von Fantasy Football), Jack Hartman, Doray Vail und Bob Seaman. 2024 werden als weitere Anteilseigner ausgewiesen: A. Boscacci, Jill Boscacci Lovingfoss, First Football, Familie Winkenbach, Fox Football, Familie Sargent.
Am 15. Oktober 2024 stimmten die NFL-Eigentümer dem Erwerb von etwa 10 % der Anteile durch Tom Brady und seinem Geschäftspartner Tom Wagner zu. Bradys Anteil beträgt 5 %. Außerdem erwarb Richard Seymour einen 0,5%-Anteil. Am 11. Dezember 2024 erfolgte die Zustimmung zum Verkauf von jeweils 7,5 % an Egon Durban (Silver Lake) und Michael Meldman (Discovery Land Company) durch Davis und den Familien Boscacci und Lovingfoss.

## Los Angeles Chargers
| Los Angeles Chargers San Diego Chargers | Los Angeles Chargers San Diego Chargers |
| --------------------------------------- | --------------------------------------- |
| 1959–1963                               | Barron Hilton                           |
| 1963–1966                               | Barron Hilton u. a.                     |
| 1966–1984                               | Eugene Klein u. a.                      |
| 1984–1994                               | Alex Spanos                             |
| 1994–                                   | Dean A. Spanos                          |

Bei der Gründung der American Football League 1959 wurde das Franchise für Los Angeles vom Hotelbesitzer Barron Hilton repräsentiert. Für das Franchise waren 25.000 Dollar zu zahlen. Nach zwei verlustreichen Spielsaisons war es notwendig, weitere Geldgeber zu finden. Für insgesamt 340.000 Dollar erwarben Anfang Mai 1963 der Supermarktbesitzer John Mabee 20 % und der Restaurantbetreiber George Pernicano (1918–2016), der Bäckereibetreiber Kenneth B. Swanson sowie M. L.Bengtson jeweils 5 % der Anteile am Franchise. Diese vier bildeten eine Limited Partnership mit Barron Hilton und dessen Vater Conrad Hilton als haftenden Gesellschafter (General Partner). Im September 1963 übernahm der Zeitungsbesitzer James Copley die Anteile von Bengtson.
Am 25. August 1966 verkaufte Hilton einen Großteil seiner Anteile an eine Investorengruppe um Eugene V. Klein (Kinokette National General Corporation), der General Partner wurde. Zu den 21 Investoren gehörten Samuel Schulman und Irving Levin (beide National General), Pierre Salinger (Continental Air Lines), der Anwalt Eugene Wyman sowie der TV-Betreiber Bill Fox. Hilton selbst und sein Vater kontrollierten weiterhin 20%. Klein und Schulman erwarben jeweils 20 %. 10% kaufte John Z. DeLorean. Copley und Pernicano behielten ihre Anteile. Der Kaufpreis betrug 10 Millionen Dollar. In der Folge begann Klein seine Kontrolle im Franchise durch den Erwerb weiterer Anteile auszubauen. 1976 versuchten Hilton und fünf weitere Anteilseigner Klein als General Partner auf Grund der schlechten Ergebnisse abzulösen. Klein selber behauptete er kontrolliere 61 % und hätte damit die absolute Kontrolle, während seine Gegner der Auffassung waren, er kontrolliere nur 35,5 %.
Am 1. August 1984 erwarb der Bauunternehmer und Minderheitsaktionär (10%) Alexander G. Spanos den Anteil von Klein in Höhe von 56 % für 40 Millionen Dollar. Weitere Minderheitseigner waren zu diesem Zeitpunkt Barron Hilton, Jack Foreman, Bill Fox, George Pernicano, John Quirk, Frank Rothman, Ernest Hahn (7%) sowie die Kinder von Eugene Klein, Michael und Randee.
Spanos erwarb später weitere Anteile am Franchise. Pernicano (1918–2016) besaß 3 % und Bill Fox (1926–2020) 1 %.
Am 9. Oktober 2018 verstarb Alex Spanos. Seine vier Kinder (Dean, Dea, Alexis und Michael) erhielten jeweils 15 % der Anteile. 36 % werden von der Spanos-Familien-Stiftung gehalten. Der Sohn Dean A. Spanos agiert seit 1994 als kontrollierender Eigentümer.

## Los Angeles Rams
| Cleveland Rams Los Angeles Rams St. Louis Rams | Cleveland Rams Los Angeles Rams St. Louis Rams |
| ---------------------------------------------- | ---------------------------------------------- |
| 1936–1941                                      | Homer Marshman u. a.                           |
| 1941–1962                                      | Dan Reeves, Fred Levy u. a.                    |
| 1962–1971                                      | Dan Reeves u. a.                               |
| 1972–1979                                      | Carroll Rosenbloom                             |
| 1979–1995                                      | Georgia Frontiere                              |
| 1995–2014                                      | Georgia Frontiere & Stan Kroenke               |
| 2014–                                          | Stan Kroenke                                   |

Für die neu gegründete American Football League wurde 1936 durch den Anwalt und Geschäftsmann Homer H. Marshman und dem Spieler und Trainer Damon Wetzel die Mannschaft der Cleveland Rams gegründet. Nach einem sportlich erfolgreichen aber finanzielle ernüchternden ersten Jahr erfolgte eine finanzielle Reorganisation im Dezember 1936, bei der es gelang, weitere Geschäftsleute aus Cleveland an der Mannschaft zu beteiligen. Im Februar 1937 gab man bekannt, in der folgenden Saison in der NFL zu spielen. Für das Franchise waren 10.000 Dollar zu zahlen.
Am 11. Juni 1941 erwarben der aus New York stammenden Sohn eines Lebensmittelhändlers und Besitzer einer Kinokette Daniel F. Reeves und der aus Louisville stammende Besitzers von Fotolaboren Fred Levy für 140.000 Dollar die Kontrolle über das Franchise. Reeves erwarb 60 % der Anteile und Levy 30%. Die übrigen 10% verblieben zunächst bei früheren Mitbesitzern.
Nachdem Anfang April 1943 der Spielbetrieb für die Saison auf Grund der Kriegsereignisse abgesagt wurde, gab es zunächst Gerüchte, dass Reeves und Levy das Team verkaufen wollten. Am 9. Dezember 1943 übernahm jedoch Reeves die Anteile von Levy.
Am 19. September 1947 erwarben der Innenminister Julius A. Krug 5 % und Fred Levy 20 % der Anteile. Am 8. Dezember 1947 verkaufte Reeves dann 27,5 % an den Öl-Unternehmer Edwin Pauley und 10 % an dessen Bruder Harold Pauley. Am 27. März 1949 erwarb der Betreiber einer Pferderennbahn James H. Seley Anteile an den Rams, Krug war zu diesem Zeitpunkt nicht mehr Miteigentümer. Am 17. Dezember 1949 beteiligten sich noch die Entertainer Bob Hope und Bing Crosby mit 10 % (ohne Stimmrechte) an der Mannschaft. Die Miteigentümer mussten nur jeweils einen Dollar zahlen, im Gegenzug waren sie auch zur Deckung der jährlichen Verluste verpflichtet.
1951 schrieben die Rams erstmals Gewinn. 1954 verstarb mit 44 Jahren Harold Pauley, seine Anteile gingen an das Franchise zurück. Zwei Jahre später wollten Levy, Pauley und Seley ihre Anteile an Reeves verkaufen. Damit begann ein mehrere Jahre geführter Streit um den Wert des Franchises. Das Verfahren kulminierte in einer 1962 von NFL-Commissioner Pete Rozelle geleiteten Auktion. Dabei bot Reeves 7,1 Millionen Dollar für das Franchise. Anteilig musste er damit den Miteignern 4,8 Millionen Dollar für ihre Anteile zahlen. Um diesen Betrag finanzieren zu können, kooperierte er mit dem Baseball-Franchise Los Angeles Angels. Anteilseigner und Investoren des Franchises übernahmen für 2,45 Millionen Dollar 49 % der Anteile. Anfänglich teilten sich diese auf sieben Anteilseigner auf. Es waren Gene Autry und Robert O. Reynolds (gemeinsam für Golden West Broadcasters), Robert Lehman (Lehman Brothers), Paul A. O’Bryan (Anwalt), Leonard K. Firestone (Firestone) J.D. Stetson Coleman, Joseph A. Thomas (Investment-Banker) und Clarence Daniel Martin Jr. Die Zusammensetzung dieser sieben Personen änderte sich später.
Am 15. April 1971 starb Daniel F. Reeves. Am 13. Juli 1972 erwarb der Unternehmer Robert Irsay zusammen mit Williard Keland für 19 Millionen Dollar alle Anteile am Franchise. Unmittelbar darauf tauscht er mit dem Eigentümer der Baltimore Colts, Carroll Rosenbloom, das Franchise. Rosenbloom musste im Rahmen dieses Tausches noch rund 3 bis 4 Millionen Dollar an Irsay zahlen.
Am 2. April 1979 verstarb der 72-jährige Rosenbloom beim Schwimmen. Seine Witwe Georgia, ab 1980 wiederverheiratete Frontiere, übernahm das Team. Sie selbst kontrollierte 70 % und die fünf Kinder die restlichen 30 %. Sie war damit die erste Frau die ein NFL-Franchise selbst leitete.
1993 leitete Stan Kroenke ein Konsortium für die Bewerbung um ein NFL-Expansion-Franchise in St. Louis.  Nachdem der Zuschlag fürs Franchise nach Jacksonville gegangen war, begann Kroenke Verhandlungen mit Georgia Frontiere aufzunehmen. Die Rams zogen zur Saison 1995 nach St. Louis um, gleichzeitig erwarb er im Januar 1995 für 60 Millionen Dollar 40 % des Teams.
Am 18. Januar 2008 verstarb Georgia Frontiere und die Kinder (v. a. Chip Rosenbloom und Lucia Rodriguez) übernahmen Frontieres Anteile und damit die Kontrolle über das Team. Ab Mitte 2009 wurden Verkaufsgerüchte bekannt und es gab verschiedene Bieter, unter anderem Shadid Khan, den späteren Besitzer der Jacksonville Jaguars. Am 25. August 2010 erhielt Kroenke die Zustimmung die restlichen 60 % der Anteile für 750 Millionen Dollar zu erwerben. Voraussetzung war jedoch, dass er die Beteiligung an den Denver Nuggets (NBA) und den Colorado Avalanche (NHL) an seinen Sohn überträgt. Zunächst erwarb Kroenke 30 % und die restlichen 30 % vereinbarungsgemäß im Jahr 2014.

## Miami Dolphins
| Miami Dolphins | Miami Dolphins                 |
| -------------- | ------------------------------ |
| 1965–1967      | Joe Robbie, Danny Thomas u. a. |
| 1967–1969      | Joe Robbie, Will Keland u, a,  |
| 1969–1977      | Joe Robbie u. a.               |
| 1977–1990      | Joe Robbie                     |
| 1990–1994      | Robbie’s Erben, Wayne Huizenga |
| 1994–2008      | Wayne Huizenga                 |
| 2009–          | Stephen M. Ross                |

Für 7,5 Millionen Dollar erhielt am 16. August 1965 ein Konsortium um den Sänger Danny Thomas und dem Rechtsanwalt Joseph Robbie ein AFL-Franchise. Die stimmberechtigten und haftenden Anteile an der Mannschaft wurde von zwei Unternehmen gehalten. Zum einen die von Robbie geführte Miami Dolphins Ltd. und zum anderen die Danny Thomas Sports Inc. Nicht haftenden Minderheitsaktionäre waren der Verleger John H. O’Neil Jr., die Entwickler von Freizeitparks George A. Hamid Sr. und Jr., Martin Decker sowie zwei Familienmitglieder aus dem Bekleidungskonzern Haggar.
Ab Ende 1966 kam es zu Gerüchten über einen Verkauf des Franchises. Ende August/Anfang September 1967 erwarben Robbie, sowie der Immobilienunternehmer Willard H. Keland die Anteile von Thomas, Decker und von den Hamids. Sie kamen damit insgesamt auf 89,8 % die sie gemeinsam hielten. O’Neil hielt weiterhin 8,5 % und J. M. und E. H. Haggar 1,7%.  Nachdem es zum Streit zwischen Robbie und Keland gekommen war, wurde dessen Anteile (60%) am 16. Mai 1969 von Robbie und weiteren fünf Geschäftsleuten aus Miami übernommen. Es handelte sich dabei um H. Earl Smalley (Dextra Corporation), Harper Sibley Jr. (Western Union), Wilbur Morrison (Pan Am), Frank Callahan (Jenks Metal) und James McLamore (Mitgründer Burger King). Am 29. Mai 1969 kamen mit William Frates, Peter Fay, Robert Floyd und Ray Pearson noch weitere vier Partner aus einer Anwaltskanzlei hinzu.  Während Robbie als General Partner (haftender Gesellschafter) fungierte, waren die anderen nur nichthaftende Teilhaber. Im gleichen Jahr wurden noch Morris S. Burk (Bauunternehmer) und Fred Gates Partner. Mit der Einstellung von Don Shula als Head Coach 1970 erhielt dieser auch einen Geschäftsanteil. 1971 stiegen O’Neil und Gates aus, dafür wurde James L. Davis (Molkerei McArthur Dairy) Partner. 1973 kam es zu größeren Veränderungen in der Zusammensetzung der Teilhaber. Robbie blieb mit seiner South Florida Sports Corporation weiterhin General Partner. Als Teilhaber verließen Smalley, Sibley, Morrison und Burk das Franchise.
Bis 1977 übernahm Robbie Anteile weitere Partner und verfügte so über mehr als 95 % des Franchises. Verbliebene Partner waren zu diesem Zeitpunkt Frank Callahan, James Davis und eine Frau aus Minneapolis. Später übernahm Robbie auch diese Anteile.
Am 7. Januar 1990 verstarb Joseph Robbie. Das Franchise wurde von einer Nachlassverwaltung übernommen. Josephs Sohn Tim Robbie wurde Vorsitzender der Treuhänder. Am 7. März 1990 erwarb der Unternehmer H. Wayne Huizenga (Videoverleih „Blockbuster Video“; 1937-2018) 50 % an der Stadiongesellschaft und 15 % am Franchise. Der Kaufpreis wurde mit 30 Millionen angegeben (20 Millionen Stadion, 10 Millionen Miami Dolphins). Dazu übernahm er noch Kredite für 44 Millionen Dollar. Die Familie Robbie blieb General Partner. In der Folge kam es zu familieninternen Streitigkeiten bezüglich der Führung des Franchises. Deshalb und auf Grund der hohen Erbschaftssteuer entschied sich die Familie schließlich zum Verkauf des Teams.
Am 24. Januar 1994 einigte sich schließlich Huizenga mit der Robbie-Familie zum Kauf des Franchises sowie des verbleibenden Anteils am Stadion für 138 Millionen Dollar. Da Huizenga auch die Franchises der Florida Marlins (MLB) und der Florida Panthers (NFL) besaß, stimmten am 23. März 1994 die NFL-Eigner dem Kauf unter der Bedingung zu, dass die erworbenen Anteile in einem Treuhandvermögen gehalten werden. Am 28. Juni 1994 wurde der Kauf abgeschlossen.
Nachdem das Franchise 2007 die vierte Saison in Folge schlecht abgeschnitten hatte, verlor Huizenga das Interesse am Team und bot es zum Verkauf an. Als Käufer war Stephen M. Ross (Immobilienunternehmer The Related Companies) im Gespräch. Am 22. Februar 2008 einigten sich die beiden auf den Kauf von 50 % des Teams, des Stadions und zusätzlicher Grundstücke zum Preis von 550 Millionen Dollar. Huizenga blieb General Partner und Ross erhielt das Recht eine Mehrheit am Team zu erwerben. Am 31. März 2008 wurde die Zustimmung der NFL-Eigner erteilt. Am 20. Januar 2009 erwarb Ross für weitere 550 Millionen Dollar weitere 45 % Anteile am Team und am Stadion und wurde damit General Partner. Huizenga hielt weiterhin 5 % am Team und am Stadion sowie 50 % an den Grundstücken.
Später im Jahr 2009 wurden Emilio und Gloria Estefan, Marc Anthony, Venus und Serena Williams und Fergie als Minderheitsaktionär als sogenannte „celebrity partner“ am Franchise beteiligt. Die Estefans beendeten die Beteiligung 2016. Seit 2014 wurde Huizinga nicht mehr als Partner geführt.
Von 2010 bis 2015 war der Related-Companies-Mitgründer Jorge M. Pérez Partner im Franchise. Seit 2016 ist Bruce Beal (ebenfalls von Related Companies) Partner im Franchise und gilt als Nachfolger von Ross.
Am 11. Dezember 2024 genehmigten die NFL-Eigner den Verkauf von 10 % der Anteile an den Investmentkonzern Ares Management Funds sowie 3 % an Joe Tsai und Oliver Weisberg (Eigentümer der Brooklyn Nets).

## Minnesota Vikings
| Minnesota Vikings | Minnesota Vikings             |
| ----------------- | ----------------------------- |
| 1959–1977         | Winter, Boyer, Skoglund u. a. |
| 1977–1985         | Winter, Steele, Skoglund      |
| 1985–1991         | Jacobs/Pohlad – Lynn u. a.    |
| 1991–1998         | Headrick und neun weitere     |
| 1998–2005         | Red McCombs                   |
| 2005–             | Zygmunt Wilf u. a.            |

Der frühere Besitzer der Basketball-Mannschaft Minneapolis Lakers Max Winter wollte professionellen American Football nach Minneapolis bringen. Nachdem der Versuch ein Franchise der NFL zu erhalten gescheitert war, schloss er sich der Initiative von Lamar Hunt an und wurde gemeinsam mit E. William „Bill“ Boyer als Vertreter der Region Minneapolis im August 1959 Mitbegründer der AFL. Man bezahlte auch für das Franchise 25.000 Dollar. Gleichzeitig mit der Vergabe eines Franchises an die Dallas Cowboys beschloss die NFL im November 1959 ein weiteres Franchise für Minneapolis. Am 3. Januar 1960 nahmen Winter und Boyer das Angebot an und gaben das AFL-Franchise zurück. Für das am 28. Januar 1960 vergebene NFL-Franchise waren 50.000 Dollar sowie 550.000 Dollar für von den anderen Teams zu übernehmenden Spielern zu zahlen.
Erste Anteilseigner des Franchises waren Bill Boyer (Autohändler), H. P. Skoglund (Versicherungen) und Max Winter aus Minneapolis. Ole Haugsrud aus Duluth war bis 1927 Eigentümer der Duluth Eskimos gewesen und hatte dieses Franchise an die NFL zurückgegeben, mit dem Recht, dass er bei einem neuen Franchise in Minnesota entsprechend zu beteiligen sei. Erstere zeichneten 20 % der stimmberechtigten Aktien und Haugsrud 10%. Der Verleger Bernhard H. Ridder Jr. (Northwest Publishing) übernahm 30 % der Anteile. Daneben gab es nichtstimmberechtigte Anteilseigner.
Am 19. Februar 1973 starb Bill Boyer. Sein Schwiegersohn Jack Steele übernahm als Nachlassverwalter die Anteile am Franchise. Am 28. Juni 1977 verkaufte Ridder seine stimmberechtigten Anteile an Winter und Skoglund für 3 Millionen Dollar. Zum Jahresende 1977 verkaufte die Witwe des 1976 verstorbenen Ole Haugsrud, Margaret Haugsrud ihren Anteil für 1,3 Millionen Dollar an Skoglund, Winter und Steele. Am 5. November 1977 verstarb H. P. Skoglund, sein Sohn John Skoglund übernahm seine Anteile. Damit waren ab Anfang 1978 Skoglund, Winter und Steele Anteilseigner.
Im Oktober 1985 gab Max Winter bekannt, dass er seine Anteile an Irwin L. Jacobs („Unternehmenssanierer“), Carl Pohlad (Bankier und Investor) und Fran Tarkenton (ehemaliger NFL-Quarterback) für 25 Millionen Dollar verkaufen will. Gegen diesen Verkauf klagten die Mitbesitzer Skoglund und Steele, sowie der General Manager Mike Lynn. Zu diesem Zeitpunkt kontrollierten Winter, Skoglund und Steele jeweils 200 Aktien der insgesamt 600 stimmberechtigten Aktien. Von den 1150 stimmrechtslosen Aktien besaß Winter 600, Skoglund 228, David J. Weiner 119, Dale L. Quist 100, Susan Johnson, Gayle V. Teinter und Gary Pidgeon jeweils 33 1/3 und Mabel C. Crane 3. Diese 1750 Anteile repräsentierten die Holding Viking II, die 96 % des Teams sowie das Trainingsgelände „Winter Park“ besaß. Daneben hatte noch der Immobilienunternehmer Don McNeely 150 Aktien, die 4 % des Teams bedeuteten. Am 17. Juli 1986 stimmten die NFL-Eigner dem Verkauf von Winters Anteilen zu. Im September 1986 erwarben Pohlad/Jacobs (PJ Acquisition Corporation) noch 87 Aktien von Weiner, so dass sie zu diesem Zeitpunkt über 50,39 % verfügten. Am 17. April 1987 wurde der Verkauf von Winters Anteilen vom Minnesota Supreme Court als rechtmäßig angesehen. Die Gerichtsverfahren um die Kontrolle der Vikings zwischen Pohlad und vor allem Jacobs und Lynn gingen jedoch noch drei Jahre weiter.
Am 30. Mai 1987 wurde bekanntgegeben, dass Mike Lynn zusammen mit den Geschäftsleuten Wheelock Whitney und Jaye Dyer für 20 Millionen Dollar ca. 80 % der Anteile aus dem Erbe von Bill Boyer erworben hat. Um seine Position gegenüber den Jacobs und Pohlad weiter zu verbessern, verbündete sich Lynn im Juli 1988 mit James Binger (Präsident von Honeywell) und N. Bud Grossman (Abrechnungsunternehmen Gelco). Am 21. August 1988 gelang es ihm, sich mit Skoglund und dessen Schwester Carol Sperry zu verbünden. Damit verfügte dieses Bündnis über 2/3 der Stimmrechte, obwohl Jacobs und Pohlad die knappe Mehrheit der Aktien besaß. Im August 1990 schaltet sich der NFL-Commissioner Paul Tagliabue als Vermittler in den Konflikt ein. Im Oktober 1990 wurde Mike Lynn zum Präsidenten der World League of American Football ernannt und gab damit seinen Posten bei den Vikings auf. Neuer Präsident und Chief Executive Officer wurde ab dem 1. Januar 1991 der frühere Pillsbury-Manager Roger Headrick. Am 16. Dezember 1991 endete der Streit schließlich mit dem Verkauf der Anteile von Jacobs und Pohlad für 50 Millionen Dollar an eine zehnköpfige Gruppe um Lynn. Ende Februar 1992 verkaufte Lynn seinen 10%-Anteil an die anderen Mitbesitzer. 1993 beteiligte sich der Investmentbanker James R. Jundt am Franchise. Gleichberechtigte Eigentümer waren nun Roger Headrick, Phillip Maas (Schwiegersohn von Bill Boyer), John Skoglund, Carol Sperry, Wheelock Whitney, Jaye Dyer, James Binger, James R. Jundt, N. Bud Grossman und Elizabeth Mc Millan.
Diese Struktur mit zehn gleichberechtigten Eigentümer entsprach nicht den Regularien der NFL. Diese drängte deshalb auf einer Änderung der Eigentümerstruktur. So sollte mindestens ein Eigentümer 30% besitzen. Schließlich einigten sich die Besitzer Ende Oktober 1997 auf den Verkauf des Franchises.  Entsprechende Angebote waren bis zum 30. Juni 1998 abzugeben. Den Zuschlag erhielt schließlich der 1927 geborene Red McCombs (Eigentümer einer Autohandelskette, eines Medienkonzern, formaliger Besitzer anderer Sportfranchises) für einen Kaufpreis von 205 Millionen Dollar sowie die Übernahme von Krediten in Höhe von 40 Millionen Dollar. Er setzte sich damit gegen drei andere Bieter durch. Er besaß damit 96 % am Franchise, 4% hielt weiterhin Don McNeely.  Am 27. Juli 1998 stimmten die NFL-Eigner dem Kauf zu.
Ab Mai 2002 bot McCombs, frustriert über die mangelnde Unterstützung beim Bau eines neuen Stations, das Franchise zum Verkauf an. Im Februar 2005 gab der Unternehmer Reggie Fowler, finanziell unterstützt durch Zygmunt Wilf, David Mandelbaum und Alan Landis, ein Angebot über 625 Millionen Dollar ab. Nachdem Zweifel an den finanziellen Verhältnissen Fowlers aufkamen, trat Wilf Anfang Mai 2005 in das Angebot als General Partner ein. Am 25. Mai 2005 erteilten die NFL-Eigner dem Angebot ihre Zustimmung. Zygmunt Wilf, sein Bruder Mark Wilf sowie der Cousin Leonard Wilf sind vor allem in der Immobilienbranche (Wohnsiedlungen, Einkaufszentren Garden Homes) tätig. Landis und Mandelbaum sind befreundete Geschäftspartner in der Immobilienbranche. Seit 2014 ist Fowler nicht mehr am Franchise beteiligt. 2018 verstarb Alan Landis (geboren 1942), seine Anteile wurden von seinem Sohn Scott Landis übernommen.

## New England Patriots
| Boston Patriots New England Patriots | Boston Patriots New England Patriots |
| ------------------------------------ | ------------------------------------ |
| 1959–1976                            | Bill Sullivan u. a.                  |
| 1976–1988                            | Bill Sullivan                        |
| 1988–1992                            | Victor Kiam/Fran Murray              |
| 1992–1994                            | James Orthwein                       |
| 1994–                                | Robert Kraft                         |

Die neugegründete AFL vergab am 16. November 1959 ihr achtes Franchise an ein Konsortium aus Boston. Das Franchise kostete 25.000 Dollar. Das Konsortium wurde vom Unternehmer und Sportjournalisten William „Bill“ H. Sullivan Jr. angeführt. Die weiteren Mitglieder waren die Geschäftsleute aus Massachusetts Edward McMann, Daniel F. Marr, Joseph E. Sullivan, George Sargent, John Ames, L. Edgar Turner, Paul Sonnabend, Dom DiMaggio und Dean Boylan. Jeder zeichnete 10.000 der 100.000 Aktien. Weiterhin wurden ab dem 2. April 1960 120.000 stimmrechtslose Aktien zum Kauf angeboten. 1961 verkaufte Ames seinen Anteil an Forrester A. Clark. 1962 verstarb Sargent und seine Frau Hester übernahm den Anteil für ihren gemeinsamen Sohn Lee. 1965 übernahm Philip Turner die Anteile von seinem Vater. Am 11. August 1966 erwarben die New Yorker Investmentbanker Robert Wetenhall und David McConnell (Enkel des Gründers von Avon), de Anteile von DiMaggio und Boylan für 500.000 Dollar. Zum 1. März 1967 kam es zu weiteren Veränderungen. McMann verkaufte seinen Anteil an die Sullivans, Marr und Sargent; Clark, Turner und Sonnabend verkauften gemeinsam weitere 5.000 Aktien an diese vier. Damit sollte eine Übernahme durch Wetenhall und McConnell verhindert werden. Bis Mitte Juni 1967 erwarben McConnell und Wetenhall weitere 13 % von Clark und Turner.  Daniel F. Marr Jr. und sein Bruder Bob Marr übernahmen nach dem Tod ihres Vaters 1969 die Nachlassverwaltung. 1972 starb Joseph E. Sullivan, seine Anteile wurden von seiner Tochter Mary H. Sullivan übernommen.
In der Folgezeit kam es insbesondere zwischen McConnell/Wetenhall und Sullivan zu Konflikten über die Ausrichtung des Franchises und die Kontrolle des Teams. Es bildeten sich zwei Lager im Aufsichtsrat der Patriots. Zum einen McConnell/Wetenhall die vor allem mit den Brüdern Marr, Clark und Turner zusammenarbeiteten und Sullivan, der eine Verbindung mit seiner Cousine Mary und den Sargents schuf. Im April 1974 wurde Sullivan als Präsident abgewählt. Im Mai 1974 verfügte Sullivan über 23.718 Aktien (23,72%) und er beabsichtige die 26.426 Aktien seiner Cousine Mary H. Sullivan, von Hester Sargent und aus dem Nachlass von George Sargent zu erwerben. Gegen dieses Kaufangebot zogen McConnell und Wetenhall vor Gericht. Am 6. Oktober 1975 einigte sich mit McConnell/Wetenhall zum Erwerb deren Anteile von rund 34 %. Damit konnte Sullivan seine Kontrolle von rund 24 % auf 85 % erhöhen. Für diese am 7. November 1975 erfolgten Käufe zahlte er rund 8 Millionen Dollar.
Im folgenden Jahr erwarb er alle anderen noch ausstehenden Stimmrechtsaktien. Im Rahmen der finanziellen Umstrukturierung des Franchises im Herbst 1976 erfolgte ein Rückkauf der 139.000 stimmrechtslosen Aktien von den 2500 Eigentümern zum Preis von 15 Dollar je Aktie. Insgesamt wurden dafür rund 3 Millionen Dollar aufgewandt. Dieses Angebot wurde als zu niedrig eingestuft. Das oberste Gericht von Massachusetts urteilte im Mai 1986 endgültig zu Gunsten der Kläger, die mit dem Verkauf 1988 entsprechend entschädigt wurden.
Nachdem 1984 die Sullivan-Familie mit der Vermarktung der Victory Tour von Michael Jackson einen Verlust von 18 Millionen Dollar gemacht hatte und auch das Franchise keinen Gewinn abwarf, wurden die Patriots ab August 1985 mit Hilfe von Goldman Sachs zum Kauf angeboten. Um das Franchise bewarben sich mehrere Personen, u. a. Robert K. Kraft, Donald Trump, Drew Lewis und der Reebok-Besitzer Paul Fireman. Am 5. Oktober 1988 erwarb Victor Kiam II (Remington) nach längerer Verhandlung und Zustimmung der NFL-Eigner für 85 Millionen Dollar die New England Patriots. Kiam hielt 51 % und Fran Murray 49 % der Anteile. Murray hatte Sullivan 1986 einen Übergangskredit gewährt und damit ein Vorkaufsrecht auf das Franchise. Am 4. Oktober 1991 bot Murray vertragsgemäß seinen Anteil Kiam für 38 Millionen Dollar zum Kauf an. Dieser konnte jedoch nicht zahlen. Schließlich verkaufte er am 11. Mai 1992 seinen Anteil an James Busch Orthwein (Braukonzern Anheuser-Busch) für rund 106,5 Millionen Dollar, Darin eingeschlossen war auch die Zahlung Kiams an Murray. Orthwein einigte sich mit Murray, dass sie gemeinsam ein Franchise in St. Louis anstreben und für die Patriots einen neuen Eigner suchen.
Am 25. Februar 1994 kaufte Robert Kraft für 172 Millionen Dollar das Franchise. Neben Robert Kraft besitzt auch sein Sohn Jonathan A. Kraft Anteile am Franchise.

## New Orleans Saints
| New Orleans Saints | New Orleans Saints      |
| ------------------ | ----------------------- |
| 1966–1980          | John W. Mecom Jr. u. a. |
| 1980–1985          | John W. Mecom Jr.       |
| 1985–2018          | Tom Benson u. a.        |
| 2018–              | Gayle Benson u. a.      |

Die NFL vergab ab dem Spieljahr 1967 ein weiteres Franchise. Darum bewarben sich mehrere Städte. Am 1. November 1966 wurde der Zuschlag für New Orleans erteilt. Für dieses Franchise gaben sechs Investorengruppen um William G. Helis Jr., Herman Lay, John W. Mecom Jr., Louis J. Roussel Jr., Jack Sanders, und Edgar B. Stern Jr. Angebote ab. Schließlich erhielt am 15. Dezember 1966 das von Mecom Jr., Sohn eines Öl-Industriellen, angeführte Konsortium für einen Preis von 8,5 Millionen Dollar den Zuschlag.
Das als limited partnership konstruierte Konsortium bestand ab Mitte 1968 aus folgenden stimmberechtigte Partnern neben Mecom Jr., Henry Zac Carter (Avondale Shipyards), Alvin Griesedieck Jr. (Falstaff Brewing), Al Hirt (Musiker), Sam Israel Jr. (Kaffeeimporteur), Walter McIllhenny (Tabasco Foods), John W. Mecom Sr., Robert M. Monsted (Lebensmittelhändler), Edward B. Poitevent (Anwalt), George G. Westfeldt (Kaffeeimporteur) und Roger Wilson (Bauunternehmer). Daneben waren nicht stimmberechtigte Investoren Z. W. Bartlett, Joseph Bernstein, Joseph B. David (Druckwesen), C. C. Dejoie Jr. (Verleger), Hugh M. Evans Sr. (Einzelhandel), Norman Francis (Erzieher), Richard L. Hindermann, Moreau Jumonville, Sinclair Kouns, Lawrence A. Merrigan (Banker), J. Douglas Nesom (Banker), Charles Rosen II (Anwalt), R. O. Rush (Versicherung) und William H. Wright Jr. (Versicherung).
Im September 1970 versuchten die Miteigner der New England Patriots, die Investmentbanker David H. McConnell und Robert C. Wetenhall 23 % der Anteile von Mecom zu erwerben. Das Geschäft scheiterte jedoch. In der Folgezeit gab es weitere Kaufangebote an Mecom. Bis 1979/1980 erwarben Mecom Jr. und seine Familie fast alle Anteile der anderen Eigentümer. Einzig Alvin Griesedieck jr. hielt noch 2 %.
Im März 1984 gab der 56-jährige Automobilhändler Tom Benson, seine Kaufabsicht bekannt. Am 12. März 1985 wurde der Verkauf der Anteile von Mecom am Franchise für 64 Millionen Dollar an das von Tom Benson angeführte Konsortium bekanntgegeben. Benson selbst erwarb 21 % für sich und 10 % für seine Kinder. Weitere Anteilseigner sind Stanley Rosenberg (Anwalt und Freund Bensons) und Elisabeth Barnes mit jeweils 10 %; J. W. Allen, Cone J. Wells, Frank Sitterle, Karl Singer und Fred Schneider mit jeweils 5 %, eine Gruppe mit 5 %, eine Gruppe mit 2 % sowie zwei weitere Gruppen die die übrigen Anteile übernahmen. Der Kauf erfolgte am 31. Mai 1985.
In der Folgezeit kaufte Benson Anteile der Minderheitseigner auf.
Ab 2000 begann Tom Benson seine Enkelin Rita Benson LeBlanc als Nachfolgerin aufzubauen. 2012 zerbrach jedoch das Verhältnis. Nachdem die Tochter Renee sowie Rita und Enkelsohn Ryan gegen Tom und seiner dritten Ehefrau Gayle intrigierten, setzte er 2015 diese als seine Nachfolgerin ein. Am 15. März 2018 verstarb Benson im Alter von 90 Jahren. Seine Witwe Gayle Benson wurde seine Nachfolgerin. Ende September 2021 gab Benson bekannt, dass das Franchise nach ihrem Tod verkauft werden soll. Die Erlöse sollen in wohltätige Stiftungen aus der Umgebung von New Orleans fließen.

## New York Giants
| New York Giants | New York Giants              |
| --------------- | ---------------------------- |
| 1925–1930       | Tim Mara                     |
| 1930–1965       | Jack Mara/Wellington Mara    |
| 1965–1991       | Wellington Mara/Timothy Mara |
| 1991–2005       | Wellington Mara/Robert Tisch |
| 2005–           | John K. Mara/Steve Tisch     |

Der NFL-Commissioner Joseph Carr suchte für die Saison 1925 eine Football-Mannschaft in New York City. Der frühere Besitzer einer solchen Mannschaft Billy Gibson verwies ihn an den Buchmacher Timothy James „Tim“ Mara. Dieser sah seine Chance und erwarb für 500 Dollar das NFL-Franchise. Finanziell unterstützt wurde Mara dabei von Harry March. Dieser war von 1928 bis 1932 Präsident der Giants. 1934 verkaufte er nach einem Streit mit dem Besitzer der Redskins, George Preston Marshall, seine Anteile.
1930 überschrieb Tim Mara die Mannschaft aus haftungsrechtlichen Gründen auf seine Söhne John T. „Jack“ (22) und Wellington T. (14). 1932 übernahm Jack die Präsidentschaft und ab 1938 Wellington die Position des Geschäftsführers. Während des Krieges hatte Tim Mara zwischenzeitlich die Leitung des Teams inne, während die Söhne Kriegsdienst leisteten.
1959 verstarb Tim Mara. Am 29. Juni 1965 verstarb Jack Mara mit 57 Jahren an Krebs. Seinen Anteil an den Giants erbten seine Frau Helen, sein Sohn Timothy John Mara und Tochter Maura, verheiratete Concannon. Wellington übernahm die Präsidentschaft des Franchises und Timothy rückte als Vizepräsident und Schatzmeister nach.
In der Folge kam es zu Auseinandersetzungen zwischen Wellington und seinem Neffen Timothy. Diese kulminierten 1979 in der gescheiterten Suche nach einem General Manager. Spätestens seitdem war das Verhältnis zwischen den beiden zerrüttet.
Ende der 1980er Jahre erkrankte Timothy Mara an Krebs. Am 21. Februar 1991 wurde der Verkauf des von Tim Mara, Helen Mara und Maura Mara Concannon gehaltenen Anteils von 50 % an Robert Tisch bekanntgegeben. Der frühere Postmaster General und Präsident des Mischkonzerns Loews Corporation hatte zuvor bereits versucht die New England Patriots oder die Dallas Cowboys zu kaufen. Der Kaufpreis wurde auf 75 Millionen Dollar geschätzt.
Am 25. Oktober 2005 starb Wellington Mara und am 15. November 2005 starb Bob Tisch mit 79 Jahren. Wellingtons Sohn John K. Mara übernahm die Präsidentschaft und die Position als CEO des Franchises und sein Bruder Chris Mara agiert als Senior Vice President. Die Söhne von Bob Tisch übernahmen ebenfalls Aufgaben im Franchise. Steve Tisch agiert als Chairman (Aufsichtsratsvorsitzender) und Jonathan als Schatzmeister.

## New York Jets
| New York Titans New York Jets | New York Titans New York Jets         |
| ----------------------------- | ------------------------------------- |
| 1959–1963                     | Harry Wismer                          |
| 1963–1968                     | Werblin, Hess, Iselin, Lillis, Martin |
| 1968–1977                     | Hess, Dillon, Iselin, Martin          |
| 1977–1984                     | Leon Hess u. a.                       |
| 1984–1999                     | Leon Hess                             |
| 2000–                         | Robert W. Johnson IV                  |
| 2017–2021                     | Christopher Johnson (stellvertretend) |

Der Sportreporter und Teilhaber an den Redskins Harry Wismer gehörte mit zu den Gründern der AFL. Für das in New York ansässige Franchise zahlte er die vereinbarte Summe von 25.000 Dollar. Minderheitseigentümer wurde der Textilunternehmer Joseph P. Arcuni. Später waren Fred Cresente und Dan O’Shaughnessy mit jeweils 10 % Miteigentümer. Ende Oktober 1962 geriet das Franchise in finanzielle Probleme, so dass Wismer es zum Verkauf anbieten musste. Am 8. November 1962 übernahm die AFL das Franchise. Anfang Februar 1963 eröffnete Wismer das Insolvenzverfahren. Schließlich erfolgte am 15. März 1963 der Verkauf des Franchises für 1 Million Dollar an den Gotham Football Club. Eigentümer waren David „Sonny“ Werblin (Manager der Music Corporation of America) und die Pferderennbahnbesitzer und Unternehmer Donald C. Lillis (Investmentbanker), Townsend P. Martin, Leon Hess (Tankstellen, Raffinerien Hess Corporation) und Philip H. Iselin (Modeunternehmen Korell).
Im Laufe der Zeit kam es zu Differenzen zwischen Werblin und seinen Miteigentümern. Am 21. Mai 1968 verkaufte Werblin ihnen deshalb seine Anteile. Für seinen 23 1/3%-Anteil erhielt er 2 Millionen Dollar. Am 23. Juli 1968 verstarb Donald C. Lillis. Seine Anteile übernahm seine Tochter Helen Springborn, ab 1975 verheiratete Dillon. Am 28. Dezember 1976 starb Philip H. Iselin. Im darauffolgenden Frühjahr erwarb Hess die Anteile Iselins von dessen Witwe.
Enttäuscht über die Entwicklung des Teams verkaufte am 2. März 1981 Townsend P. Martin seinen Anteil für 10 Millionen Dollar ebenfalls an Hess. Im Februar 1984 erwarb Hess schließlich noch die Anteile von Helen Dillon und wurde zum Alleineigner.
Am 7. Mai 1999 starb Leon Hess im Alter von 85 Jahren. Mit Hilfe von Goldman&Sachs boten die Erben von Hess das Franchise zum Kauf an. Am 12. Januar 2000 erwarb Robert Wood Johnson IV (Chemie-Konzern Johnson & Johnson) für 635 Millionen Dollar das Franchise. Nach der Amtseinführung von Präsident Donald Trump wurde Robert W. Johnson im Juni 2017 zum Botschafter der Vereinigten Staaten im Vereinigten Königreich berufen und trat am 21. August 2017 sein Amt an. Daraufhin übergab er treuhänderisch die Verantwortung für das Franchise als „acting owner“ an seinen jüngeren Bruder Christopher Wold Johnson. Nach dem Rücktritt von Robert Johnson als Botschafter am 20. Januar 2021, übernahm er wieder die Leitung des Franchises.

## Philadelphia Eagles
| Philadelphia Eagles | Philadelphia Eagles                  |
| ------------------- | ------------------------------------ |
| 1933–1936           | Bert Bell und Lud Wray               |
| 1936–1940           | Bert Bell                            |
| 1941–1949           | Alexis Thompson                      |
| 1949–1964           | James P. Clark u. a. (Happy Hundred) |
| 1964–1969           | Jerry Wolman, Earl Foreman           |
| 1969–1985           | Leonard Tose u. a.                   |
| 1985–1994           | Norman Braman                        |
| 1994–               | Jeff Lurie                           |

Der footballbegeisterte Hotelangestellte Bert Bell und der frühere Trainer der Footballmannschaft der University of Pennsylvania „Quakers“ und der Boston Braves Lud Wray übernahmen 1933 das Franchise der Frankfort Yellow Jackets. Es gelang den beiden mehrere Investoren für die 2.500 Dollar für das Franchise sowie für 11.000 Dollar Kredit an die Packers, Bears und Giants zu finden. Bis 1936 hatte das Team 80.000 Dollar Verlust gemacht. Im Rahmen einer Versteigerung erwarb deshalb Bell die gesamte Mannschaft für 4.000 Dollar.
Am 9. Dezember 1940 verkaufte der Besitzer der Pittsburgh Steelers Art Rooney seine Mannschaft an den Millionärssohn Alexis Thompson. Mit dem Verkaufserlös erwarb Rooney für 80.000 Dollar 50 % der Anteile an den Philadelphia Eagles. Geplant war, dass Thompson nach der 1941er Saison die Ironman nach Boston verlegt, während die Eagles als Pennsylvania Keystoners in Philadelphia und Pittsburgh spielen sollten. Der Eigner der Washington Redskins widersprach diesem Vorhaben. Als Lösung einigte man sich schließlich am 2. April 1941, dass Thompson mit seinen Ironman nach Philadelphia zieht und fortan als Philadelphia Eagles spielte, während Bell und Rooney mit den Eagles nach Pittsburgh zogen und die Eagles in Pittsburgh Steelers umbenannten.
Anfang Januar 1949 gab Thompson den Verkauf der Eagles bekannt. Für den Preis von 250.000 Dollar erwarb schließlich die „Eagles Sports Inc.“ das Team. Anteilseigner am Unternehmen waren 100 Geschäftsleute (Happy Hundred) aus Philadelphia, die jeder 3.000 Dollar für den Kaufpreis und 50.000 Dollar als Startinvestition einzahlten. Das Konsortium wurde von James P. Clark, einem Speditionsunternehmer und Frank McNamee, einem Kinounternehmer angeführt. Am 30. Januar 1953 trat Clark als Präsident der Eagles zurück und McNamee übernahm die Leitung des Franchises. Am 17. April 1962 starb Clark. Im März 1963 waren von den 100 Anteilen, neun im Besitz des Franchises, elf im Eigentum der Nachlassverwaltung von Clark und die restlichen 80 Anteile verteilten sich auf 65 Eigner. Im April 1963 beschlossen die Anteilseigner den Verkauf des Franchises für mindestens 4,5 Millionen Dollar. Am 6. Dezember 1963 erhielt schließlich das Angebot des Immobilienunternehmers Jerry Wolman für 5.505.500 Dollar den Zuschlag. Wolman übernahm das Team am 3. Februar 1964: Er selbst hielt 52 % und sein Anwalt Earl. M. Foreman 48% 1967 geriet Wolman in wirtschaftliche Schwierigkeiten und musste zunächst die Eagles als Sicherheit für einen Kredit einsetzen und wurde schließlich im November 1968 vom Insolvenzrichter gezwungen das Franchise zu verkaufen. Der Speditionsunternehmer Leonard Tose gab mit 16.055.000 Dollar das höchste Gebot ab. Am 19. März 1969 erfolgte die notwendige vom Gericht geforderte Vertragsunterzeichnung. Anfang Mai 1969 wurde der Kauf abgewickelt und Tose wurde Eigentümer. Leonard Tose gehörte bereits zu den „Happy Hundred“ und hatte schon 1956 ein Kaufangebot für die Eagles abgegeben. Für den Kauf nahm er einen Bankkredit für 10,5 Millionen Dollar auf und kooperierte mit anderen Investoren. Im Nachgang dazu gründete er eine Limited Partnership, in der er als haftender Gesellschafter auftrat. Tose hielt selber 60%, der Immobilienunternehmer Herbert Barness 29%, John Firestone 5 % und ein weiterer Investor 6%. Da er mit den Zinszahlungen an die Bank in Verzug geriet, setzte die Bank Anfang August 1977 einen Zwangsverwalter ein. Kurz darauf fand Tose eine Bank, mit der er die bestehenden Kredite ablösen und die Mitinhaber auszahlen konnte. Damit übernahm er die volle Kontrolle über das Franchise. Später beteiligte er den 1983 gekündigten General Manager Jim Murray mit einem Prozent am Team. Anfang 1985 war der Alkoholiker und Spielsüchtige Tose auf Grund seiner Spielschulden gezwungen, das Team zu verkaufen.
Am 7. März 1985 einigte sich Tose mit den Autohändlern Norman Braman und dessen Schwager Ed Leibowitz auf den Verkauf des Franchises für 65 Millionen Dollar. Am 22. April 1985 genehmigten die NFL-Eigner den Kauf, bei dem Braman 65 % und Leibowitz 35 % des Franchises zum 29. April übernahmen. Im Juli 1986 erwarb Braman den Anteil von Leibowitz.
Anfang März 1994 erhielt Braman, der kein großes Interesse mehr am Franchise hatte, ein Kaufangebot des Filmproduzenten Jeffrey Lurie. Lurie hatte zuvor bereits erfolglos versucht andere Teams zu erwerben. Die Zustimmung der anderen NFL-Eigner für den Anfang April 1994 vereinbarten Kauf mit einem Preis von 185 Millionen Dollar wurde am 27. April 1994 erteilt. Am 16. Mai 1994 übernahm Lurie das Team.
Am 11. Dezember 2024 genehmigten die NFL-Eigner den Verkauf von 4,75 % an die Familienstiftung von Ed Peskowitz (United Communications Group) und 3,25 % an Susan Kim (Amkor Technology).

## Pittsburgh Steelers
| Pittsburgh Pirates Pittsburgh Steelers | Pittsburgh Pirates Pittsburgh Steelers |
| -------------------------------------- | -------------------------------------- |
| 1933–1940                              | Art Rooney                             |
| 1941–1946                              | Art Rooney, Bert Bell                  |
| 1946–1953                              | Art Rooney, Barney McGinley            |
| 1953–1988                              | Art Rooney, McGinleys Kinder           |
| 1988–2008                              | Rooneys Kinder, McGinleys Kinder       |
| 2008–2017                              | Dan Rooney u. a.                       |
| 2017–                                  | Art Rooney II u. a.                    |

Am 8. Juli 1933 erhielt die als Pittsburgh Pirates gegründete Football-Mannschaft von Arthur „Art“ Joseph Rooney ein NFL-Franchise. Dafür war der übliche Betrag von 2.500 Dollar zu zahlen. Auf Grund der Erfolglosigkeit und der hohen finanziellen Verluste entschied sich Rooney am 9. Dezember 1940 zum Verkauf an den Bostoner Stahlindustriellen Alexis Thompson für 150.000-160.000 Dollar. Dieser benannte die Mannschaft in Ironman um und beabsichtigte das Franchise nach Boston umzuziehen. Der Eigner der Washington Redskins legte gegen diesen Umzug Widerspruch ein. Schließlich einigte sich Thompson am 2. April 1941 mit Bert Bell, der inzwischen Art Rooney an seinen Philadelphia Eagles beteiligt hatte, dass die beiden ihre Franchises und Mannschaften tauschten. Thompson zog mit den Ironman nach Philadelphia und spielte fortan als Eagles, während Bell und Rooney mit den Eagles nach Pittsburgh umzogen und wieder als Steelers antraten.
Am 11. Januar 1946 wurde Bert Bell zum Commissioner der NFL gewählt. Er verkaufte seine Anteile an Rooney zurück. 42 % der Anteile übernahm der Geschäftspartner von Rooney, der Boxpromoter Barney McGinley. Am 22. Dezember 1953 starb McGinley. Die Anteile übernahmen seine Erben (Ehefrau Katherine und die Kinder Rita, Mary Ann, John „Jack“ [1920-2006] und William). Jack McGinley war außerdem der Schwager von Art Rooney. 1961 starb Barneys Witwe und 1965 William McGinley. Sein Anteil wurde von seinen Erben an das Team zurückverkauft. Ab diesem Zeitpunkt kontrollierte Art Rooney 68 % und die Familie McGinley 32%. Nach dem Tod von Mary Ann McGinley wurde auch deren Anteil an die Rooney-Familie verkauft. Damit kontrollierte Art Rooney 79%.
1975 übernahm der Sohn von Art Rooney, Dan Rooney (1932–2017) die Präsidentschaft über das Franchise. Art Rooney blieb Aufsichtsratsvorsitzender. Am 25. August 1988 starb Art Rooney Sr. Die Anteile von 79 % wurden gleichberechtigt auf die fünf Söhne von Art Sr. (Art Jr, Dan, John, Patrick und Timothy) aufgeteilt. Damit erhielt jeder 15,8%.
Ab Mitte der 2000er wurde die geteilte Eignerschaft (keiner der Anteilseigner kontrollierte mehr als 15,8 %) zu einer Gefahr für das Franchise, da die Gefahr einer feindlichen Übernahme bestand. Außerdem betrieb die Familie Rooney Pferderennbahnen mit Glücksspielautomaten. Dies war nach NFL-Beschlüssen verboten. Dan Rooney begann deshalb mit seinen Geschwistern über eine Neustrukturierung und Rückkauf der Anteile zu verhandeln. Hauptproblem war der Wert des Franchises und die notwendige Finanzierung zur Auszahlung der Brüder. Am 18. Dezember 2008 stimmten die NFL-Eigner der Umstrukturierung zu. Die Brüder Art Jr. und John verkauften jeweils 7,9 % ihrer Anteile und Patrick und Timothy alle ihre Anteile. Auch die McGinleys gaben einen geringen Teil ihrer Anteile ab. Gleichzeitig erwarben Dan Rooney und Art Rooney II (Sohn von Dan Rooney) mindestens 30 % der Anteile. Zur Auszahlung der Brüder erhielt Dan Rooney eine Frist von 10 Jahren.
Um diesen Kauf finanzieren zu können, beteiligte Rooney gleichzeitig weitere Investoren als nichtstimmberechtigte Partner im Rahmen einer limited partnership am Franchise. So übernahmen 2008/2009 James Haslam III (Raststätten), Thomas Tull (Filmproduzent), die Paul-Familie (Stahlindustrie), Bruce V. Rauner (Investmentunternehmen), John Stallworth, die Varischetti-Familie, Rob Citrone (Investmentunternehmen), Paul Evanson (Allegheny Energy), Paul Sams (Blizzard), Benjamin Statler (Kohleindustrie), David Tepper (Investmentunternehmen) und Mike Wilkins (Investmentunternehmen) Anteile. 2012 verkaufte Haslam seine Anteile, da er die Cleveland Browns erworben hatte. Dessen Anteile wurden 2013 von Scott und Ross Swank erworben. 2018 übernahm David Tepper die Carolina Panthers und verkaufte deshalb seine Anteile zurück. Teile davon wurden von Doug Lebda (LendingTree) und dem NC Revocable Trust erworben.
Weiterhin halten Dans Brüder Art Rooney Jr. und John Rooney Anteile am Franchise. 2015 verkaufte John bis auf einem Prozent, seine übrigen Anteile. Der Sohn von Patrick Rooney, Brian, hält die Anteile dieses Familienzweiges. Von der McGinley-Familie hielt bis zu ihrem Tod 2013 Rita McGinley ihre Anteile. Die Anteile ihres Bruders Jack McGinley hielten nach dessen Tod 2006 zunächst seine Söhne Michael „Mike“ McGinley, James „Jim“ McGinley und Jack McGinley. Letzterer ist jetzt als Vertreter der McGinley-Familie allein in der Eigner-Gruppe vertreten.
2017 starb Dan Rooney. Die von ihm gehaltenen Anteile gingen an Art Rooney II und dessen Sohn Dan Rooney Jr. über. Anfang des Jahres 2020 erwarben die Sportunternehmer Josh Harris und David Blitzer (u. a. NBA-Team Philadelphia 76er) für 140 Millionen Dollar einen Anteil von weniger als 5 %. 2022 starb John Rooney. Seine Anteile übernahm sein Sohn Sean. Harris und Blitzer mussten nach dem Erwerb der Washington Commanders 2023 ihre Anteile zum Kauf anbieten.

## San Francisco 49ers
| San Francisco 49ers | San Francisco 49ers                       |
| ------------------- | ----------------------------------------- |
| 1944–1957           | Tony und Victor Morabito                  |
| 1957–1964           | Josephine Morabito, Victor Morabito u. a. |
| 1964–1977           | Josephine Morabito, Jane Morabito         |
| 1977–2000           | Edward J. DeBartolo Jr.                   |
| 2000–               | Denise DeBartolo York, John York          |

Der Eigentümer eines Holztransportunternehmens in San Francisco Anthony J. Morabito (1910–1957) unterstützt vom Anwalt und früherer Footballspieler Albert „Al“ J. Ruffio unternahm Anfang Januar 1944 den Versuch ein Franchise der NFL zu erwerben. Dieses Ansinnen wurde jedoch von den NFL-Eignern abgelehnt. Daraufhin beteiligte er sich an der Gründung der All-American Football Conference am 2. September 1944. Für das Franchise in San Francisco konnte er Allan E. Sorrell (sein Geschäftspartner im Holztransportunternehmen) sowie den aus Phoenix stammenden Bauunternehmer Ernest J. Turre gewinnen. Für das Franchise waren 250.000 Dollar zu zahlen. Nachdem die erste Saison einen finanzieller Verlust bedeutete, zahlten Tony Morabito und sein Bruder Victor P. Morabito Sorrell und Turre aus. Victor Morabito (1919–1964) besaß danach einen Anteil von 25 %.
1952 wurde Tony Morabito auf Grund gesundheitlicher Probleme (Herzinfarkt) geraten, die 49ers zu verkaufen. Es kam jedoch nicht zu einem Vertragsabschluss. In der Folge beteiligten sich weitere mit dem Team verbundene Personen am Unternehmen. Bis 1955 erwarben Al Ruffio (10%), William O’Grady (5 %, Teamarzt), Lawrence Purcell (5%, Versicherungsmakler) und Franklin Mieuli (10%, Werbeberater des Teams) Anteile von Tony Morabito. Bis zum Oktober 1957 wurde weitere 5 % von James A. Ginella übernommen. Am 27. Oktober 1957 starb Tony Morabito während des Spieles gegen die Chicago Bears. Seine Anteile in Höhe von 40 % erbte seine Witwe Josephine V. Morabito (1911–1995). Am 15. Januar 1958 wurden weitere 5 % an den Trainer Frankie Albert und an den General Manager Louis G. Spadia verkauft.
Am 10. Mai 1964 starb auch Victor Morabito an einem Herzinfarkt. Die Anteile am Franchise erbten seine Witwe Elizabeth Jane Morabito und sein Sohn Richard.  Seit diesem Zeitpunkt führte Spadia im Auftrag der Morabito-Witwen die Geschäfte des Teams.
Ab Anfang 1976 wurden mit verschiedenen Interessenten Gespräche über den Verkauf des Teams geführt. Am 16. März 1977 wurde der Kauf von 90 % am Franchise durch den Immobilienunternehmer Edward J. DeBartolo Jr. (* 1946) für 16,5 Millionen Dollar bekanntgegeben. Finanziert wurde das Geschäft durch den Vater und Unternehmensgründer Edward J. DeBartolo Sr. Jeweils 5 % der Anteile blieben im Besitz von Jane Morabito und Franklin Mieuli.
1997 geriet Edward DeBartolo in die Strafermittlungen gegen Edwin Edwards, und wurde 1998 in diesem Zusammenhang verurteilt. Er gab deshalb zum 2. Dezember 1997 die Kontrolle über das Franchise an seine Schwester Denise DeBartolo York  (* 1951) ab. Unmittelbar nach dieser Ankündigung kam es zu Differenzen zwischen den Geschwistern bezüglich der Anteile am Immobilienunternehmen und damit auch am Franchise. Am 19. März 2000 einigten sich schließlich die Geschwister und Denise DeBartolo übernahm die Anteile an den San Francisco 49ers. Gemeinsam mit ihrem Mann führt sie seitdem das Franchise. Ihr Sohn Jed York war von 2008 bis 2012 Präsident des Franchises und ist seitdem Chief Executive Officer.
2010 kaufte das Franchise den Anteil von Richard Morabito zurück. Ende 2011/Anfang 2012 erwarben Mark Wan (Co-Eigner der Boston Celtics) sowie der damalige Präsident Gideon Yu jeweils 1 % des Franchises. Der Anteil des 2010 verstorbenen Franklin Mieuli wird treuhänderisch von seinem Sohn Peter Mieuli verwaltet. Bezüglich des Ankaufs dieses Anteiles durch das Franchise bzw. die Nutzung etwaiger Eigner-Rechte werden Rechtsstreite geführt.
Seit mindestens 2014 ist auch der Immobilienunternehmer John M. Sobrato Minderheitseigentümer.

## Seattle Seahawks
| Seattle Seahawks | Seattle Seahawks                 |
| ---------------- | -------------------------------- |
| 1975–1988        | Familie Nordstrom u. a.          |
| 1988–1996        | Kenneth E. Behring, Ken Hoffmann |
| 1996–2018        | Paul Allen                       |
| 2018–            | Paul G. Allen Trust (Jody Allen) |

Im Rahmen der Fusion der AFL mit der NFL 1966 war vereinbart worden, die Liga nach 1970 auf 28 Teams zu erweitern. Seattle war von Anfang als Ort für ein Franchise im Blickpunkt. Unter dem Namen „Seattle Professional Football Inc.“ begannen ab 1972 der Unternehmer und Besitzer einer Basketballmannschaft Herman Sarkowsky und der Reeder Ned Skinner ihre Bewerbungskampagne für das Franchise. Am 5. Dezember 1974 wurde dem Unternehmen das Franchise für 16 Millionen Dollar zugesprochen. Als Haupteigner mit 51 % Anteil am Franchise agierte der Besitzer von Schuhgeschäften Lloyd W. Nordstrom im Auftrag der Familie. Weitere Anteilseigner waren Sarkowsky, Skinner, Howard S. Wright, Lynn Himmelmann und M. Lamont Bean. Im Verhältnis zu den anderen Anteilseigner hat die Nordstrom-Familie zwei Stimmen, während jeder der weiteren Anteilseigner eine Stimme hat.
Am 20. Januar 1976, bevor die Mannschaft den Spielbetrieb zur Saison 1976 aufnehmen konnte, starb Nordstrom. Sein Bruder Elmer J. Nordstrom (1904–1993) übernahm im Auftrag der Familie die Verwaltung des Anteils und agierte als Haupteigentümer. Nach zwei verloren Spielsaison beabsichtigte Anfang 1982 die Nordstrom-Familie ihre Anteile an die anderen Miteigentümer zu verkaufen. Im März 1982 trat sie jedoch von diesen Absichten zurück, obwohl bereits vier der fünf Aktionäre ihre Zustimmung erteilt hatten. Ende 1982 übernahm Elmers Sohn John Nordstrom die Rolle als Repräsentant der Familie und Franchise-Eigner. Ab Ende Februar 1986 wurden erneut Pläne für den Verkauf des Franchises durch die Nordstrom-Familie bekannt. Insbesondere die Beeinflussung der von der Familien betriebenen Bekleidungskette durch die Entwicklung der Seattle Seahawks führte zu dieser Entscheidung. Die Kaufangebote wurden im Frühjahr und Sommer 1988 konkret. Im Juli 1988 erwarb deshalb Nordstrom die Anteile der Minderheitseigner für 35 Millionen Dollar.
Am 27. August 1988 einigte sich der kalifornische Immobilienunternehmer Kenneth E. Behring (1928–2019) mit der Nordstrom-Familie zum Erwerb des Franchises für 80 Millionen Dollar. Grund für den Zuschlag war unter anderem das Versprechen Behrings, dass die Seahawks bis mindestens 2005 in Seattle spielen. Das Franchise ging unmittelbar nach dem Kauf zu 75 % an Behring und zu 25 % an den Immobilienunternehmer Ken Hoffmann (1923–2018).  Am 5. Oktober 1988 erteilten die NFL-Eigner ihre Zustimmung.
Nach der Forderung Behrings das Stadion Kingdome zu renovieren, andererseits würde er mit dem Franchise umziehen, veranlasste 1995 den in Seattle beheimateten Microsoft-Mitgründer Paul Allen ein Kaufinteresse am Franchise bekanntzumachen. Im April 1996 handelte Allen einen Vertrag zum Kauf des Franchises für 194 Millionen Dollar aus. Voraussetzung des bis zum 1. Juli 1997 geltenden Angebotes, war unter anderem die Beendigung des Pachtvertrages mit dem King County für das Kingdome zum Jahr 1999 statt 2005 und der Bau eines neuen Stadions.
Am 15. Oktober 2018 verstarb Paul Allen. Sein Vermögen wurden in den Paul G. Allen Trust überführt. Diesem Treuhandvermögen gehört u. a. die Vulcan Inc. als Holdinggesellschaft für die verschiedene Aktivitäten der Allen-Familie. Tochterunternehmen der Vulcan Inc. sind auch die Seattle Seahawks. Treuhänderin ist die Schwester Jody Allen. In dieser Funktion ist sie Aufsichtsratsvorsitzende (Chair) der Seattle Seahawks.

## Tampa Bay Buccaneers
| Tampa Bay Buccaneers | Tampa Bay Buccaneers  |
| -------------------- | --------------------- |
| 1974–1994            | Hugh Culverhouse      |
| 1994–2014            | Malcolm Glazer        |
| 2014–                | Malcolm Glazers Erben |

Im Rahmen der Fusion der AFL mit der NFL 1966 war vereinbart worden, die Liga nach 1970 auf 28 Teams zu erweitern. Die ab Anfang der 1970er geführten Planungen nahmen 1973 Formen an, als sich in der Metropolregion Tampa Bay Area eine Interessengruppe für ein neues Team bildete, das im Tampa Stadium ihre Spiele austragen wollte. Zunächst wurde versucht die Buffalo Bills oder die New England Patriots auf Grund deren unzureichender Stadien anzuwerben. Diese Versuche misslangen. Am 30. Oktober 1974 erhielt der New Yorker Bauunternehmer Thomas McCloskey den Zuschlag für das 16 Millionen Dollar teure Franchise. Auf Grund von Differenzen mit der NFL stieg jedoch McCloskey aus dem Geschäft wieder aus und das Franchise wurde am 5. Dezember 1974 an den in Jacksonville beheimateten Anwalt und Immobilienunternehmer Hugh Culverhouse (1919–1994) vergeben. Dieser hatte bereits 1972 mit Dan Reeves den Kauf der Los Angeles Rams für 17 Millionen vereinbart, Reeves Erben verkauften dann jedoch das Franchise an Robert Irsay. In einem außergerichtlichen Vergleich wurde Culverhouse der Erwerb eines NFL-Franchises garantiert.
Ab 1990 übergab Culverhouse die Geschäfte an seine Kinder Gay und Hugh Jr., sowie seinem Geschäftspartner Stephen F. Story. Infolge seiner Erkrankung an Lungenkrebs, wurde im Januar 1994 ein Treuhändergremium zur Leitung des Franchises eingesetzt. Am 25. August 1994 verstarb Culverhouse. Zunächst gaben die Nachlassverwalter bekannt, dass die Mannschaft im Wert von rund 142 Millionen Dollar nicht zum Verkauf stehe. Das schlechte Saisonergebnis der Mannschaft führte zu einer Meinungsänderung der Nachlassverwalter und Erben. Daraufhin gab es mehrere Bewerbungen zur Übernahme des Franchises. Schließlich akzeptierten sie am 16. Januar 1995 das Angebot des Finanzinvestors und Eigentümer der Holding First Allied Corporation Malcolm Glazer (1928–2014) in Höhe von 175 Millionen Dollar. Dazu wurden weitere Boni vereinbart. So würden weitere 10 Millionen Dollar gezahlt, wenn das Stadion renoviert wird, 17 Millionen Dollar wenn ein neues Stadion gebaut wird und 35 Millionen Dollar wenn das Franchise an einen anderen Spielort umzieht. Glazer hatte sich bereits Anfang der 1990er Jahre um ein Franchise für Baltimore bemüht, Damals bekamen aber Charlotte und Jacksonville den Vorzug.
Am 28. Mai 2014 verstarb Malcolm Glazer im Alter von 85 Jahren. Seitdem wird das Franchise gemeinschaftlich von Malcolms Söhnen Bryan (* 1964); Edward (* 1969) und Joel (* 1970) als Co-Chairman geführt. Die Tochter Darcie Glazer Kassewitz ist ebenfalls Miteigentümerin und ist Präsidentin der Tampa Bay Buccaneers Foundation und der Glazer Family Foundation.

## Tennessee Titans
| Houston Oilers Tennessee Titans | Houston Oilers Tennessee Titans |
| ------------------------------- | ------------------------------- |
| 1959–2013                       | Bud Adams                       |
| 2013–2020                       | Adams Erben (Amy Strunk)        |
| 2020–                           | Amy Strunk u. a.                |

Zu den acht Gründern der American Football League 1959 gehörte der in der Erdölindustrie zu Vermögen gelangte Bud Adams. Für den Erwerb des Franchises in Höhe von 25.000 Dollar organisierte er in Houston einen Kreis von 30 Geschäftsleuten. Später wurde die Mannschaft ein Tochterunternehmen der Holdinggesellschaft KSA Industries, an der Adams alle Aktien hielt.
Am 21. Oktober 2013 starb Bud Adams. Die Anteile an der KSA Industries und somit am Franchise wurden zwischen den beiden Töchtern sowie der Witwe und den Kindern (Kenneth Adams IV, Barclay Adams und Susan Lewis) des 1987 verstorbenen Sohnes Kenneth Adams III. gedrittelt. Als Eigentümerin trat zunächst seine Tochter Susie Adams Smith auf. Im März 2015 wurde sie von ihrer Schwester Amy Adams Strunk abgelöst, da sich Susie Smith auf ihre anderen Geschäften konzentrieren wollte. Beide sind Co-Chairman des Franchises. Im August 2017 wurde bekanntgegeben, dass der Anteil von Susie Smith zum Verkauf steht. Ende 2020 erwarb die KSA Industries diesen Anteil zu einem ungenannten Preis. Damit wird Amy Strunk mit 50 % zur beherrschenden Eigentümerin. Die restlichen Anteile teilen sich die Erben von Kenneth Adams III.

## Washington Commanders
| Washington Redskins Washington Football Team Washington Commanders | Washington Redskins Washington Football Team Washington Commanders |
| ------------------------------------------------------------------ | ------------------------------------------------------------------ |
| 1932–1969                                                          | George Preston Marshall u. a.                                      |
| 1969–1974                                                          | Marshalls Erben u. a.                                              |
| 1974–1997                                                          | Jack Kent Cooke                                                    |
| 1997–1999                                                          | Cookes Erben                                                       |
| 1999–2023                                                          | Dan Snyder u. a.                                                   |
| 2023–                                                              | Josh Harris u. a.                                                  |

1932 erwarben der Wäschereikettenbesitzer George Preston Marshall (1896–1969), der Automobilhersteller Vincent Bendix, der Investmentbanker Jay O’Brien und der Aktienhändler Dorland Doyle ein NFL-Franchise für Boston. Da zu diesem Zeitpunkt die Liga nach Mannschaften suchte, musste keine Franchise-Gebühr entrichtet werden. Als Startkapital investierte jeder der Beteiligten 7.500 Dollar. Da die Mannschaft im ersten Jahr 46.000 Dollar Verlust gemacht hatte, stiegen Bendix, O’Brien und Doyle wieder aus. Marshall war nun alleiniger Besitzer. Das Team firmierte unter Pro Football, Inc. Die Anteile waren in 1000 Aktien gesplittet. Später beteiligten sich der Rechtsanwalt C. Leo DeOrsay (Vizepräsident, Präsident 1963-1965) mit rund 38 % und Milton W. King mit 5 % am Team. Beide wurden daraufhin Vizepräsidenten. Marshall selber hielt noch 57 %.
1950 erwarb der Radiomoderator Harry Wismer 25 % der Anteile an den Redskins von DeOrsay. Nachdem Wismer sich mit Marshall überworfen hatte und 1960 die Titans of New York in der AFL gegründet hatte, musste er seine Anteile verkaufen.
Anfang der 1960er Jahre verschlechterte sich der Gesundheitszustand von Marshall, so dass es notwendig wurde, die Leitung des Teams in weitere Hände zu legen. Im Gegenzug dazu erhielten diese Personen entsprechende Anteile am Team. 1961 beteiligte sich deshalb der Medien- und Sportunternehmer Jack Kent Cooke sowie der Anwalt William Shea mit 25 % (250 Aktien) für 510.000 Dollar am Team. Shea trat später seinen Anteil an Cooke ab. 1962 erwarb der Jurist Edward Bennett Williams 5% (Präsident ab 1965). 1969 verkaufte die Witwe des 1965 verstorbenen DeOrsay die restlichen 13 % ans Team. Von diesem Anteil erwarb Vince Lombardi 1969 5%. Diese Anteile fielen nach seinem Tod 1970 an das Team zurück.
1972/74 wurden die noch 520 Anteile im Besitz der Erben von Marshall vom Team für 8,7 Millionen Dollar zurückgekauft. Somit hatten Cooke mit seinen 250 Aktien und Williams und King mit jeweils 5 % (50 Aktien) ein Anteilsverhältnis von 72 % zu jeweils 14 %.
In der Folge erwarb Cooke die noch frei verfügbaren Anteile und war ab 1985 Alleineigentümer. Am 6. April 1997 starb Cooke im Alter von 84 Jahren. Zunächst wurde die Anteile an den Redskins von der Jack Kent Cooke Foundation gehalten. Ursprünglich hatte eine Investorengruppe um die Immobilienmakler Edward und Howard Milstein, sowie dem Marketingunternehmer Daniel Snyder den Zuschlag für das Franchise bekommen. Anfang April 1999 verweigerten die NFL-Teameigner jedoch die Zustimmung zum Kauf, so dass die Milsteins vom Kauf zurücktraten. Dan Snyder, nunmehr als Haupteigentümer auftretend, fand mit den Medienunternehmern Mortimer Zuckerman und Fred Drasner neue Investoren, die den Kauf für 800 Millionen Dollar mitfinanzierten. Am 25. Mai 1999 stimmten die NFL-Eigner dem Verkauf zu. Weitere Anteilseigner waren oder sind seine Schwester Michele (12,5 %) sowie sein 2002 verstorbener Vater Gerry (6,5 %). Die Anteile des Vaters werden seitdem von der Mutter Arlette Snyder bis zu ihrem Tod Anfang Juli 2021 gehalten. Bereits Ende 1999 verkaufte Zuckerman seine Anteile. 2003 kauften Frederick W. Smith (Chairman von FedEx), Dwight Schar (Immobilien) und Robert Rothman (Finanzinvestor) den ehemaligen Anteil von Zuckerman sowie den Anteil Drasner, so dass sie gemeinsam auf 40,5 % kamen. Im Sommer 2020 wurde bekannt, dass sie auf Grund von Kontroversen um den Teamnamen sowie um den Eigner Dan Snyder und der Zahlung von Dividenden ihre Anteile verkaufen wollen. Am 3. April 2021 erwarb Snyder die Anteile von Smith, Schar und Rothman und zahlte ihnen dafür 875 Millionen Dollar. Nachdem es langandauernde Ermittlungen, u a. auch durch einen Kongressausschuss, gegen Snyder wegen sexuellen Missbrauch sowie weiteren Verstößen gab, sah sich der Eigentümer im November 2022 veranlasst, die Bank of America mit dem Verkauf des Franchises zu beauftragen. Zu den Interessenten gehören Tilman Fertitta (Gastronomie-Konzern Landry's, Eigentümer der Houston Rockets), Josh Harris (Investmentbanker, Eigentümer der Philadelphia 76ers), Jeff Bezos (Eigentümer von Amazon) und Steve Apostolopoulos. Am 12. Mai 2023 erzielten Snyder und die Eigner-Gruppe um Josh Harris eine Einigung über den Verkauf der Commanders. Für 6,05 Milliarden Dollar wird das Franchise einschließlich des Stadions FedEx Field und das Trainingsgelände veräußert. Die neue Eigentümergruppe umfasst 12 Personen, neben Harris sind dies u. a. Mitchell Rales (Danaher Corporation), David Blitzer (Mit-Eigentümer des Crystal Palace FC) sowie der frühere NBA-Superstar Magic Johnson. Die anderen Team-Eigner stimmten am 20. Juli 2023 dem Verkauf einstimmig zu.

### Allgemein
- S. I. Staff: NFL Owners Guide: How owners made their fortune. (amerikanisches Englisch).
- Handicapping all 32 NFL owners for a Chargers move. 11. September 2015 (amerikanisches Englisch).
- Mike Ozanian: The NFL’s Most Valuable Teams 2019: Cowboys Lead League At $5.5 Billion. (englisch).
- NFL Team History | Sports Team History. 16. Januar 2017 (amerikanisches Englisch).
- Constitution and Bylaws of the National Football League (Stand 2006). (PDF)
- Jon Wertheim: NFL Succession: The Family Ownership Dramas That Roil the NFL. (amerikanisches Englisch).

### Cleveland Browns
- CLEVELAND BROWNS. 20. November 2019 (englisch).

### Chicago Bears
- History of Chicago Bears Football Club, Inc. – FundingUniverse.

### Detroit Lions
- History of The Detroit Lions, Inc. – FundingUniverse.
- Lions football: It's serious biz. 25. November 2012 (englisch).

### Green Bay Packers
- Green Bay Packers Shareholders.

### Miami Dolphins
- 2019 – Miami Dolphins Communications Portal. (amerikanisches Englisch).

### New England Patriots
- Glenn Stout, Richard A. Johnson: The Pats: An Illustrated History of the New England Patriots. Houghton Mifflin Harcourt, 2018, ISBN 978-1-328-91740-9.

### New Orleans Saints
- Media Guides 1967–2019